# Llista d'asteroides (364001-365000)
Llista d'asteroides del 364.001 al 365.000, amb data de descoberta i descobridor. És un fragment de la llista d'asteroides completa. Als asteroides se'ls dona un número quan es confirma la seva òrbita, per tant apareixen llistats aproximadament segons la data de descobriment.

## 364001-364100
| Nom    | Designació provisional | Data de descobriment   | Lloc de descobriment | Descobridor/s     |
| ------ | ---------------------- | ---------------------- | -------------------- | ----------------- |
| 364001 | 2005 UO407             | 30 d'octubre de 2005   | Mount Lemmon         | Mt. Lemmon Survey |
| 364002 | 2005 UQ434             | 29 d'octubre de 2005   | Mount Lemmon         | Mt. Lemmon Survey |
| 364003 | 2005 UQ446             | 29 d'octubre de 2005   | Catalina             | CSS               |
| 364004 | 2005 UH450             | 31 d'octubre de 2005   | Kitt Peak            | Spacewatch        |
| 364005 | 2005 UC460             | 28 d'octubre de 2005   | Mount Lemmon         | Mt. Lemmon Survey |
| 364006 | 2005 UR472             | 26 d'octubre de 2005   | Kitt Peak            | Spacewatch        |
| 364007 | 2005 UE489             | 23 d'octubre de 2005   | Catalina             | CSS               |
| 364008 | 2005 UC492             | 24 d'octubre de 2005   | Palomar              | NEAT              |
| 364009 | 2005 UD495             | 26 d'octubre de 2005   | Socorro              | LINEAR            |
| 364010 | 2005 UE508             | 22 d'octubre de 2005   | Kitt Peak            | Spacewatch        |
| 364011 | 2005 UZ509             | 23 d'octubre de 2005   | Palomar              | NEAT              |
| 364012 | 2005 UR517             | 25 d'octubre de 2005   | Apache Point         | A. C. Becker      |
| 364013 | 2005 UP523             | 27 d'octubre de 2005   | Apache Point         | A. C. Becker      |
| 364014 | 2005 UQ525             | 25 d'octubre de 2005   | Mount Lemmon         | Mt. Lemmon Survey |
| 364015 | 2005 VD1               | 3 de novembre de 2005  | Socorro              | LINEAR            |
| 364016 | 2005 VY6               | 25 d'octubre de 2005   | Mount Lemmon         | Mt. Lemmon Survey |
| 364017 | 2005 VU9               | 2 de novembre de 2005  | Socorro              | LINEAR            |
| 364018 | 2005 VA17              | 3 de novembre de 2005  | Socorro              | LINEAR            |
| 364019 | 2005 VJ29              | 4 de novembre de 2005  | Mount Lemmon         | Mt. Lemmon Survey |
| 364020 | 2005 VF34              | 2 de novembre de 2005  | Mount Lemmon         | Mt. Lemmon Survey |
| 364021 | 2005 VJ37              | 3 de novembre de 2005  | Catalina             | CSS               |
| 364022 | 2005 VD59              | 28 d'octubre de 2005   | Catalina             | CSS               |
| 364023 | 2005 VS75              | 2 de novembre de 2005  | Socorro              | LINEAR            |
| 364024 | 2005 VB77              | 4 de novembre de 2005  | Catalina             | CSS               |
| 364025 | 2005 VT116             | 11 de novembre de 2005 | Kitt Peak            | Spacewatch        |
| 364026 | 2005 VU125             | 1 de novembre de 2005  | Apache Point         | A. C. Becker      |
| 364027 | 2005 VC126             | 1 de novembre de 2005  | Apache Point         | A. C. Becker      |
| 364028 | 2005 VB128             | 1 de novembre de 2005  | Apache Point         | A. C. Becker      |
| 364029 | 2005 VA132             | 1 de novembre de 2005  | Apache Point         | A. C. Becker      |
| 364030 | 2005 WX9               | 1 de novembre de 2005  | Mount Lemmon         | Mt. Lemmon Survey |
| 364031 | 2005 WZ10              | 22 de novembre de 2005 | Kitt Peak            | Spacewatch        |
| 364032 | 2005 WY16              | 29 d'octubre de 2005   | Mount Lemmon         | Mt. Lemmon Survey |
| 364033 | 2005 WJ33              | 21 de novembre de 2005 | Kitt Peak            | Spacewatch        |
| 364034 | 2005 WD35              | 22 de novembre de 2005 | Kitt Peak            | Spacewatch        |
| 364035 | 2005 WD40              | 25 de novembre de 2005 | Mount Lemmon         | Mt. Lemmon Survey |
| 364036 | 2005 WD46              | 22 de novembre de 2005 | Kitt Peak            | Spacewatch        |
| 364037 | 2005 WT48              | 25 de novembre de 2005 | Kitt Peak            | Spacewatch        |
| 364038 | 2005 WA49              | 25 de novembre de 2005 | Kitt Peak            | Spacewatch        |
| 364039 | 2005 WK59              | 26 de novembre de 2005 | Mount Lemmon         | Mt. Lemmon Survey |
| 364040 | 2005 WX65              | 22 de novembre de 2005 | Kitt Peak            | Spacewatch        |
| 364041 | 2005 WU66              | 22 de novembre de 2005 | Kitt Peak            | Spacewatch        |
| 364042 | 2005 WP74              | 1 d'octubre de 2005    | Catalina             | CSS               |
| 364043 | 2005 WN86              | 28 de novembre de 2005 | Mount Lemmon         | Mt. Lemmon Survey |
| 364044 | 2005 WK87              | 28 de novembre de 2005 | Mount Lemmon         | Mt. Lemmon Survey |
| 364045 | 2005 WH95              | 26 de novembre de 2005 | Kitt Peak            | Spacewatch        |
| 364046 | 2005 WV96              | 26 de novembre de 2005 | Kitt Peak            | Spacewatch        |
| 364047 | 2005 WJ103             | 26 de novembre de 2005 | Catalina             | CSS               |
| 364048 | 2005 WX110             | 30 de novembre de 2005 | Kitt Peak            | Spacewatch        |
| 364049 | 2005 WE117             | 29 de novembre de 2005 | Socorro              | LINEAR            |
| 364050 | 2005 WG135             | 25 de novembre de 2005 | Mount Lemmon         | Mt. Lemmon Survey |
| 364051 | 2005 WH141             | 28 de novembre de 2005 | Mount Lemmon         | Mt. Lemmon Survey |
| 364052 | 2005 WY143             | 30 de novembre de 2005 | Kitt Peak            | Spacewatch        |
| 364053 | 2005 WO145             | 25 de novembre de 2005 | Kitt Peak            | Spacewatch        |
| 364054 | 2005 WM147             | 25 de novembre de 2005 | Catalina             | CSS               |
| 364055 | 2005 WK152             | 6 de novembre de 2005  | Kitt Peak            | Spacewatch        |
| 364056 | 2005 WR152             | 29 de novembre de 2005 | Kitt Peak            | Spacewatch        |
| 364057 | 2005 WC162             | 28 de novembre de 2005 | Mount Lemmon         | Mt. Lemmon Survey |
| 364058 | 2005 WY184             | 29 de novembre de 2005 | Socorro              | LINEAR            |
| 364059 | 2005 WZ186             | 6 de novembre de 2005  | Mount Lemmon         | Mt. Lemmon Survey |
| 364060 | 2005 XS21              | 2 de desembre de 2005  | Socorro              | LINEAR            |
| 364061 | 2005 XA26              | 4 de desembre de 2005  | Mount Lemmon         | Mt. Lemmon Survey |
| 364062 | 2005 XY26              | 4 de desembre de 2005  | Kitt Peak            | Spacewatch        |
| 364063 | 2005 XZ29              | 1 de desembre de 2005  | Kitt Peak            | Spacewatch        |
| 364064 | 2005 XQ53              | 4 de desembre de 2005  | Kitt Peak            | Spacewatch        |
| 364065 | 2005 XZ61              | 5 de desembre de 2005  | Socorro              | LINEAR            |
| 364066 | 2005 XM63              | 29 de novembre de 2005 | Kitt Peak            | Spacewatch        |
| 364067 | 2005 XK66              | 6 de desembre de 2005  | Socorro              | LINEAR            |
| 364068 | 2005 XW74              | 6 de desembre de 2005  | Kitt Peak            | Spacewatch        |
| 364069 | 2005 XR91              | 2 de desembre de 2005  | Kitt Peak            | Spacewatch        |
| 364070 | 2005 XX107             | 1 de desembre de 2005  | Kitt Peak            | M. W. Buie        |
| 364071 | 2005 YX1               | 21 de desembre de 2005 | Catalina             | CSS               |
| 364072 | 2005 YZ14              | 22 de desembre de 2005 | Kitt Peak            | Spacewatch        |
| 364073 | 2005 YZ20              | 24 de desembre de 2005 | Kitt Peak            | Spacewatch        |
| 364074 | 2005 YL24              | 24 de desembre de 2005 | Kitt Peak            | Spacewatch        |
| 364075 | 2005 YL32              | 22 de desembre de 2005 | Kitt Peak            | Spacewatch        |
| 364076 | 2005 YX42              | 24 de desembre de 2005 | Kitt Peak            | Spacewatch        |
| 364077 | 2005 YX48              | 22 de desembre de 2005 | Kitt Peak            | Spacewatch        |
| 364078 | 2005 YQ50              | 25 de desembre de 2005 | Kitt Peak            | Spacewatch        |
| 364079 | 2005 YZ50              | 25 de desembre de 2005 | Mount Lemmon         | Mt. Lemmon Survey |
| 364080 | 2005 YP54              | 25 de desembre de 2005 | Mount Lemmon         | Mt. Lemmon Survey |
| 364081 | 2005 YR54              | 25 de desembre de 2005 | Kitt Peak            | Spacewatch        |
| 364082 | 2005 YL64              | 1 d'octubre de 2005    | Mount Lemmon         | Mt. Lemmon Survey |
| 364083 | 2005 YL69              | 26 de desembre de 2005 | Kitt Peak            | Spacewatch        |
| 364084 | 2005 YZ80              | 24 de desembre de 2005 | Kitt Peak            | Spacewatch        |
| 364085 | 2005 YL85              | 25 de desembre de 2005 | Mount Lemmon         | Mt. Lemmon Survey |
| 364086 | 2005 YP89              | 26 de desembre de 2005 | Mount Lemmon         | Mt. Lemmon Survey |
| 364087 | 2005 YU94              | 12 de novembre de 2005 | Kitt Peak            | Spacewatch        |
| 364088 | 2005 YS124             | 26 de desembre de 2005 | Kitt Peak            | Spacewatch        |
| 364089 | 2005 YT124             | 26 de desembre de 2005 | Kitt Peak            | Spacewatch        |
| 364090 | 2005 YN125             | 5 de desembre de 2005  | Mount Lemmon         | Mt. Lemmon Survey |
| 364091 | 2005 YO127             | 24 de desembre de 2005 | Socorro              | LINEAR            |
| 364092 | 2005 YK132             | 25 de desembre de 2005 | Mount Lemmon         | Mt. Lemmon Survey |
| 364093 | 2005 YF140             | 28 de desembre de 2005 | Mount Lemmon         | Mt. Lemmon Survey |
| 364094 | 2005 YL150             | 25 de desembre de 2005 | Kitt Peak            | Spacewatch        |
| 364095 | 2005 YT150             | 30 d'octubre de 2005   | Mount Lemmon         | Mt. Lemmon Survey |
| 364096 | 2005 YB151             | 25 de desembre de 2005 | Kitt Peak            | Spacewatch        |
| 364097 | 2005 YF164             | 29 de desembre de 2005 | Kitt Peak            | Spacewatch        |
| 364098 | 2005 YG170             | 27 de desembre de 2005 | Kitt Peak            | Spacewatch        |
| 364099 | 2005 YH175             | 27 d'octubre de 2005   | Mount Lemmon         | Mt. Lemmon Survey |
| 364100 | 2005 YH203             | 25 de desembre de 2005 | Kitt Peak            | Spacewatch        |

## 364101-364200
| Nom    | Designació provisional | Data de descobriment   | Lloc de descobriment | Descobridor/s        |
| ------ | ---------------------- | ---------------------- | -------------------- | -------------------- |
| 364101 | 2005 YL214             | 30 de novembre de 2005 | Kitt Peak            | Spacewatch           |
| 364102 | 2005 YJ234             | 2 de desembre de 2005  | Mount Lemmon         | Mt. Lemmon Survey    |
| 364103 | 2005 YY248             | 4 de desembre de 2005  | Kitt Peak            | Spacewatch           |
| 364104 | 2005 YA251             | 28 de desembre de 2005 | Kitt Peak            | Spacewatch           |
| 364105 | 2005 YJ270             | 6 de novembre de 2005  | Kitt Peak            | Spacewatch           |
| 364106 | 2005 YU270             | 28 de desembre de 2005 | Mount Lemmon         | Mt. Lemmon Survey    |
| 364107 | 2005 YS278             | 25 de desembre de 2005 | Mount Lemmon         | Mt. Lemmon Survey    |
| 364108 | 2005 YA285             | 28 de desembre de 2005 | Kitt Peak            | Spacewatch           |
| 364109 | 2006 AC1               | 2 de gener de 2006     | Mount Lemmon         | Mt. Lemmon Survey    |
| 364110 | 2006 AR5               | 2 de gener de 2006     | Catalina             | CSS                  |
| 364111 | 2006 AY15              | 4 de gener de 2006     | Kitt Peak            | Spacewatch           |
| 364112 | 2006 AU18              | 5 de gener de 2006     | Kitt Peak            | Spacewatch           |
| 364113 | 2006 AP28              | 30 de novembre de 2005 | Mount Lemmon         | Mt. Lemmon Survey    |
| 364114 | 2006 AS38              | 25 de desembre de 2005 | Kitt Peak            | Spacewatch           |
| 364115 | 2006 AX38              | 22 de desembre de 2005 | Kitt Peak            | Spacewatch           |
| 364116 | 2006 AB52              | 5 de gener de 2006     | Kitt Peak            | Spacewatch           |
| 364117 | 2006 AS57              | 8 de gener de 2006     | Catalina             | CSS                  |
| 364118 | 2006 AV61              | 5 de gener de 2006     | Kitt Peak            | Spacewatch           |
| 364119 | 2006 AR86              | 5 de gener de 2006     | Socorro              | LINEAR               |
| 364120 | 2006 AM91              | 7 de gener de 2006     | Kitt Peak            | Spacewatch           |
| 364121 | 2006 AF104             | 5 de gener de 2006     | Mount Lemmon         | Mt. Lemmon Survey    |
| 364122 | 2006 AY104             | 6 de gener de 2006     | Kitt Peak            | Spacewatch           |
| 364123 | 2006 BM68              | 23 de gener de 2006    | Kitt Peak            | Spacewatch           |
| 364124 | 2006 BY78              | 23 de gener de 2006    | Mount Lemmon         | Mt. Lemmon Survey    |
| 364125 | 2006 BM84              | 25 de gener de 2006    | Kitt Peak            | Spacewatch           |
| 364126 | 2006 BH93              | 26 de gener de 2006    | Kitt Peak            | Spacewatch           |
| 364127 | 2006 BK142             | 26 de gener de 2006    | Kitt Peak            | Spacewatch           |
| 364128 | 2006 BT182             | 27 de gener de 2006    | Mount Lemmon         | Mt. Lemmon Survey    |
| 364129 | 2006 BA188             | 28 de gener de 2006    | Kitt Peak            | Spacewatch           |
| 364130 | 2006 BH205             | 31 de gener de 2006    | Kitt Peak            | Spacewatch           |
| 364131 | 2006 BO230             | 31 de gener de 2006    | Kitt Peak            | Spacewatch           |
| 364132 | 2006 BN231             | 31 de gener de 2006    | Kitt Peak            | Spacewatch           |
| 364133 | 2006 BG238             | 23 de gener de 2006    | Kitt Peak            | Spacewatch           |
| 364134 | 2006 BQ239             | 7 de gener de 2006     | Mount Lemmon         | Mt. Lemmon Survey    |
| 364135 | 2006 BL280             | 27 de gener de 2006    | Mount Lemmon         | Mt. Lemmon Survey    |
| 364136 | 2006 CJ                | 1 de febrer de 2006    | Siding Spring        | Siding Spring Survey |
| 364137 | 2006 CM4               | 1 de febrer de 2006    | Mount Lemmon         | Mt. Lemmon Survey    |
| 364138 | 2006 CF14              | 23 de gener de 2006    | Mount Lemmon         | Mt. Lemmon Survey    |
| 364139 | 2006 CC68              | 1 de febrer de 2006    | Mount Lemmon         | Mt. Lemmon Survey    |
| 364140 | 2006 DM11              | 21 de febrer de 2006   | Catalina             | CSS                  |
| 364141 | 2006 DC42              | 24 de febrer de 2006   | Catalina             | CSS                  |
| 364142 | 2006 DN62              | 25 de febrer de 2006   | Socorro              | LINEAR               |
| 364143 | 2006 DE135             | 25 de febrer de 2006   | Mount Lemmon         | Mt. Lemmon Survey    |
| 364144 | 2006 DN135             | 25 de febrer de 2006   | Mount Lemmon         | Mt. Lemmon Survey    |
| 364145 | 2006 DX142             | 25 de febrer de 2006   | Kitt Peak            | Spacewatch           |
| 364146 | 2006 DW210             | 20 de febrer de 2006   | Kitt Peak            | Spacewatch           |
| 364147 | 2006 FD12              | 23 de març de 2006     | Kitt Peak            | Spacewatch           |
| 364148 | 2006 FA13              | 23 de març de 2006     | Kitt Peak            | Spacewatch           |
| 364149 | 2006 FT36              | 22 de març de 2006     | Catalina             | CSS                  |
| 364150 | 2006 FK49              | 25 de març de 2006     | Catalina             | CSS                  |
| 364151 | 2006 FD53              | 24 de març de 2006     | Mount Lemmon         | Mt. Lemmon Survey    |
| 364152 | 2006 GW9               | 2 d'abril de 2006      | Kitt Peak            | Spacewatch           |
| 364153 | 2006 GX40              | 7 d'abril de 2006      | Catalina             | CSS                  |
| 364154 | 2006 GE52              | 28 de desembre de 2005 | Kitt Peak            | Spacewatch           |
| 364155 | 2006 GA55              | 8 d'abril de 2006      | Kitt Peak            | Spacewatch           |
| 364156 | 2006 HJ13              | 19 d'abril de 2006     | Kitt Peak            | Spacewatch           |
| 364157 | 2006 HQ27              | 20 d'abril de 2006     | Kitt Peak            | Spacewatch           |
| 364158 | 2006 HE40              | 21 d'abril de 2006     | Kitt Peak            | Spacewatch           |
| 364159 | 2006 HS47              | 24 d'abril de 2006     | Kitt Peak            | Spacewatch           |
| 364160 | 2006 HZ50              | 26 d'abril de 2006     | Saint-Sulpice        | B. Christophe        |
| 364161 | 2006 HS54              | 21 d'abril de 2006     | Catalina             | CSS                  |
| 364162 | 2006 HF101             | 30 d'abril de 2006     | Kitt Peak            | Spacewatch           |
| 364163 | 2006 HR118             | 30 d'abril de 2006     | Kitt Peak            | Spacewatch           |
| 364164 | 2006 HE120             | 30 d'abril de 2006     | Kitt Peak            | Spacewatch           |
| 364165 | 2006 HO127             | 28 d'abril de 2006     | Cerro Tololo         | M. W. Buie           |
| 364166 | 2006 JB                | 1 de maig de 2006      | Wrightwood           | J. W. Young          |
| 364167 | 2006 JQ3               | 2 de maig de 2006      | Kitt Peak            | Spacewatch           |
| 364168 | 2006 JX14              | 1 de maig de 2006      | Kitt Peak            | Spacewatch           |
| 364169 | 2006 JA38              | 5 de maig de 2006      | Kitt Peak            | Spacewatch           |
| 364170 | 2006 JZ54              | 9 de maig de 2006      | Mount Lemmon         | Mt. Lemmon Survey    |
| 364171 | 2006 JZ81              | 1 de maig de 2006      | Mauna Kea            | Mauna Kea            |
| 364172 | 2006 KU16              | 21 de maig de 2006     | Catalina             | CSS                  |
| 364173 | 2006 KT25              | 19 de maig de 2006     | Mount Lemmon         | Mt. Lemmon Survey    |
| 364174 | 2006 KV47              | 21 de maig de 2006     | Kitt Peak            | Spacewatch           |
| 364175 | 2006 KV49              | 21 de maig de 2006     | Kitt Peak            | Spacewatch           |
| 364176 | 2006 KG62              | 22 de maig de 2006     | Kitt Peak            | Spacewatch           |
| 364177 | 2006 KX89              | 21 de maig de 2006     | Mount Lemmon         | Mt. Lemmon Survey    |
| 364178 | 2006 KB92              | 25 de maig de 2006     | Kitt Peak            | Spacewatch           |
| 364179 | 2006 KU138             | 25 de maig de 2006     | Mauna Kea            | P. A. Wiegert        |
| 364180 | 2006 OA8               | 20 de juliol de 2006   | Palomar              | NEAT                 |
| 364181 | 2006 OJ14              | 21 de juliol de 2006   | Mount Lemmon         | Mt. Lemmon Survey    |
| 364182 | 2006 OF21              | 21 de juliol de 2006   | Mount Lemmon         | Mt. Lemmon Survey    |
| 364183 | 2006 PJ2               | 3 de juny de 2006      | Mount Lemmon         | Mt. Lemmon Survey    |
| 364184 | 2006 PH7               | 12 d'agost de 2006     | Palomar              | NEAT                 |
| 364185 | 2006 PF8               | 13 d'agost de 2006     | Palomar              | NEAT                 |
| 364186 | 2006 PH8               | 3 de juny de 2006      | Mount Lemmon         | Mt. Lemmon Survey    |
| 364187 | 2006 PU10              | 13 d'agost de 2006     | Palomar              | NEAT                 |
| 364188 | 2006 PC26              | 10 de març de 2005     | Mount Lemmon         | Mt. Lemmon Survey    |
| 364189 | 2006 PP27              | 13 d'agost de 2006     | Siding Spring        | Siding Spring Survey |
| 364190 | 2006 PJ36              | 12 d'agost de 2006     | Palomar              | NEAT                 |
| 364191 | 2006 PU43              | 13 d'agost de 2006     | Palomar              | NEAT                 |
| 364192 | 2006 QR1               | 16 d'agost de 2006     | Lulin                | C.-S. Lin, Q.-z. Ye  |
| 364193 | 2006 QA3               | 17 d'agost de 2006     | Palomar              | NEAT                 |
| 364194 | 2006 QD3               | 17 d'agost de 2006     | Palomar              | NEAT                 |
| 364195 | 2006 QD12              | 16 d'agost de 2006     | Siding Spring        | Siding Spring Survey |
| 364196 | 2006 QE19              | 17 d'agost de 2006     | Palomar              | NEAT                 |
| 364197 | 2006 QD21              | 20 de juliol de 2006   | Palomar              | NEAT                 |
| 364198 | 2006 QN43              | 18 d'agost de 2006     | Kitt Peak            | Spacewatch           |
| 364199 | 2006 QC47              | 20 d'agost de 2006     | Palomar              | NEAT                 |
| 364200 | 2006 QZ58              | 19 d'agost de 2006     | Anderson Mesa        | LONEOS               |

## 364201-364300
| Nom    | Designació provisional | Data de descobriment   | Lloc de descobriment | Descobridor/s     |
| ------ | ---------------------- | ---------------------- | -------------------- | ----------------- |
| 364201 | 2006 QG76              | 21 d'agost de 2006     | Kitt Peak            | Spacewatch        |
| 364202 | 2006 QA81              | 24 d'agost de 2006     | Palomar              | NEAT              |
| 364203 | 2006 QO96              | 16 d'agost de 2006     | Palomar              | NEAT              |
| 364204 | 2006 QR100             | 25 d'agost de 2006     | Socorro              | LINEAR            |
| 364205 | 2006 QQ104             | 28 d'agost de 2006     | Catalina             | CSS               |
| 364206 | 2006 QC114             | 27 d'agost de 2006     | Anderson Mesa        | LONEOS            |
| 364207 | 2006 QC115             | 27 d'agost de 2006     | Anderson Mesa        | LONEOS            |
| 364208 | 2006 QS116             | 27 d'agost de 2006     | Anderson Mesa        | LONEOS            |
| 364209 | 2006 QW119             | 28 d'agost de 2006     | Catalina             | CSS               |
| 364210 | 2006 QB160             | 19 d'agost de 2006     | Kitt Peak            | Spacewatch        |
| 364211 | 2006 QO162             | 21 d'agost de 2006     | Kitt Peak            | Spacewatch        |
| 364212 | 2006 QO163             | 29 d'agost de 2006     | Kitt Peak            | Spacewatch        |
| 364213 | 2006 QQ166             | 29 d'agost de 2006     | Anderson Mesa        | LONEOS            |
| 364214 | 2006 RA6               | 14 de setembre de 2006 | Kitt Peak            | Spacewatch        |
| 364215 | 2006 RQ17              | 14 de setembre de 2006 | Catalina             | CSS               |
| 364216 | 2006 RP36              | 14 de setembre de 2006 | Catalina             | CSS               |
| 364217 | 2006 RU43              | 14 de setembre de 2006 | Kitt Peak            | Spacewatch        |
| 364218 | 2006 RV43              | 14 de setembre de 2006 | Kitt Peak            | Spacewatch        |
| 364219 | 2006 RX46              | 14 de setembre de 2006 | Kitt Peak            | Spacewatch        |
| 364220 | 2006 RQ50              | 14 de setembre de 2006 | Kitt Peak            | Spacewatch        |
| 364221 | 2006 RX54              | 14 de setembre de 2006 | Kitt Peak            | Spacewatch        |
| 364222 | 2006 RO56              | 14 de setembre de 2006 | Kitt Peak            | Spacewatch        |
| 364223 | 2006 RC73              | 15 de setembre de 2006 | Kitt Peak            | Spacewatch        |
| 364224 | 2006 RT94              | 11 d'abril de 2005     | Kitt Peak            | Spacewatch        |
| 364225 | 2006 SC29              | 17 de setembre de 2006 | Kitt Peak            | Spacewatch        |
| 364226 | 2006 SQ31              | 24 d'agost de 2006     | Palomar              | NEAT              |
| 364227 | 2006 SX43              | 17 de setembre de 2006 | Catalina             | CSS               |
| 364228 | 2006 SQ61              | 16 de setembre de 2006 | Catalina             | CSS               |
| 364229 | 2006 SY63              | 21 de setembre de 2006 | Anderson Mesa        | LONEOS            |
| 364230 | 2006 SN73              | 19 de setembre de 2006 | Kitt Peak            | Spacewatch        |
| 364231 | 2006 SX74              | 19 de setembre de 2006 | Kitt Peak            | Spacewatch        |
| 364232 | 2006 SW103             | 19 de setembre de 2006 | Kitt Peak            | Spacewatch        |
| 364233 | 2006 SQ119             | 18 de setembre de 2006 | Catalina             | CSS               |
| 364234 | 2006 SO147             | 19 de setembre de 2006 | Kitt Peak            | Spacewatch        |
| 364235 | 2006 SW149             | 19 de setembre de 2006 | Kitt Peak            | Spacewatch        |
| 364236 | 2006 SN150             | 19 de setembre de 2006 | Kitt Peak            | Spacewatch        |
| 364237 | 2006 SE152             | 19 de setembre de 2006 | Kitt Peak            | Spacewatch        |
| 364238 | 2006 SP164             | 14 de juny de 2005     | Kitt Peak            | Spacewatch        |
| 364239 | 2006 SK185             | 25 de setembre de 2006 | Kitt Peak            | Spacewatch        |
| 364240 | 2006 SJ186             | 25 de setembre de 2006 | Kitt Peak            | Spacewatch        |
| 364241 | 2006 SE189             | 26 de setembre de 2006 | Kitt Peak            | Spacewatch        |
| 364242 | 2006 SX189             | 26 de setembre de 2006 | Mount Lemmon         | Mt. Lemmon Survey |
| 364243 | 2006 SK194             | 26 de setembre de 2006 | Kitt Peak            | Spacewatch        |
| 364244 | 2006 ST200             | 24 de setembre de 2006 | Kitt Peak            | Spacewatch        |
| 364245 | 2006 SW203             | 25 de setembre de 2006 | Kitt Peak            | Spacewatch        |
| 364246 | 2006 SD206             | 25 de setembre de 2006 | Kitt Peak            | Spacewatch        |
| 364247 | 2006 SA207             | 25 de setembre de 2006 | Mount Lemmon         | Mt. Lemmon Survey |
| 364248 | 2006 SJ230             | 26 de setembre de 2006 | Socorro              | LINEAR            |
| 364249 | 2006 ST248             | 26 de setembre de 2006 | Kitt Peak            | Spacewatch        |
| 364250 | 2006 SW287             | 25 de setembre de 2006 | Catalina             | CSS               |
| 364251 | 2006 SX295             | 25 de setembre de 2006 | Kitt Peak            | Spacewatch        |
| 364252 | 2006 SE316             | 7 de març de 1997      | Kitt Peak            | Spacewatch        |
| 364253 | 2006 SF318             | 17 de setembre de 2006 | Kitt Peak            | Spacewatch        |
| 364254 | 2006 SH318             | 27 de setembre de 2006 | Kitt Peak            | Spacewatch        |
| 364255 | 2006 SC327             | 27 de setembre de 2006 | Kitt Peak            | Spacewatch        |
| 364256 | 2006 SW328             | 27 de setembre de 2006 | Kitt Peak            | Spacewatch        |
| 364257 | 2006 SR347             | 28 de setembre de 2006 | Kitt Peak            | Spacewatch        |
| 364258 | 2006 SO351             | 30 de setembre de 2006 | Catalina             | CSS               |
| 364259 | 2006 SE353             | 30 de setembre de 2006 | Catalina             | CSS               |
| 364260 | 2006 SV364             | 30 de setembre de 2006 | Catalina             | CSS               |
| 364261 | 2006 SN365             | 30 de setembre de 2006 | Mount Lemmon         | Mt. Lemmon Survey |
| 364262 | 2006 SH386             | 29 de setembre de 2006 | Apache Point         | A. C. Becker      |
| 364263 | 2006 TL1               | 18 de setembre de 2006 | Catalina             | CSS               |
| 364264 | 2006 TP7               | 11 d'octubre de 2006   | San Marcello         | San Marcello      |
| 364265 | 2006 TU15              | 11 d'octubre de 2006   | Kitt Peak            | Spacewatch        |
| 364266 | 2006 TL22              | 11 d'octubre de 2006   | Kitt Peak            | Spacewatch        |
| 364267 | 2006 TG27              | 12 d'octubre de 2006   | Kitt Peak            | Spacewatch        |
| 364268 | 2006 TM29              | 12 d'octubre de 2006   | Kitt Peak            | Spacewatch        |
| 364269 | 2006 TQ32              | 11 d'octubre de 2006   | Palomar              | NEAT              |
| 364270 | 2006 TY32              | 12 d'octubre de 2006   | Kitt Peak            | Spacewatch        |
| 364271 | 2006 TU34              | 12 d'octubre de 2006   | Kitt Peak            | Spacewatch        |
| 364272 | 2006 TU41              | 12 d'octubre de 2006   | Palomar              | NEAT              |
| 364273 | 2006 TW48              | 12 d'octubre de 2006   | Kitt Peak            | Spacewatch        |
| 364274 | 2006 TF52              | 12 d'octubre de 2006   | Kitt Peak            | Spacewatch        |
| 364275 | 2006 TM52              | 12 d'octubre de 2006   | Kitt Peak            | Spacewatch        |
| 364276 | 2006 TO52              | 12 d'octubre de 2006   | Kitt Peak            | Spacewatch        |
| 364277 | 2006 TL53              | 12 d'octubre de 2006   | Kitt Peak            | Spacewatch        |
| 364278 | 2006 TZ58              | 13 d'octubre de 2006   | Kitt Peak            | Spacewatch        |
| 364279 | 2006 TC65              | 30 de setembre de 2006 | Kitt Peak            | Spacewatch        |
| 364280 | 2006 TC66              | 19 de setembre de 2006 | Catalina             | CSS               |
| 364281 | 2006 TB71              | 11 d'octubre de 2006   | Palomar              | NEAT              |
| 364282 | 2006 TG73              | 11 d'octubre de 2006   | Palomar              | NEAT              |
| 364283 | 2006 TP78              | 12 d'octubre de 2006   | Kitt Peak            | Spacewatch        |
| 364284 | 2006 TZ85              | 2 d'octubre de 2006    | Mount Lemmon         | Mt. Lemmon Survey |
| 364285 | 2006 TF87              | 13 d'octubre de 2006   | Kitt Peak            | Spacewatch        |
| 364286 | 2006 TO87              | 13 d'octubre de 2006   | Kitt Peak            | Spacewatch        |
| 364287 | 2006 TJ89              | 13 d'octubre de 2006   | Kitt Peak            | Spacewatch        |
| 364288 | 2006 TT89              | 13 d'octubre de 2006   | Kitt Peak            | Spacewatch        |
| 364289 | 2006 TV89              | 13 d'octubre de 2006   | Kitt Peak            | Spacewatch        |
| 364290 | 2006 TE93              | 15 d'octubre de 2006   | Kitt Peak            | Spacewatch        |
| 364291 | 2006 TS97              | 13 d'octubre de 2006   | Kitt Peak            | Spacewatch        |
| 364292 | 2006 TE100             | 15 d'octubre de 2006   | Kitt Peak            | Spacewatch        |
| 364293 | 2006 TK103             | 15 d'octubre de 2006   | Kitt Peak            | Spacewatch        |
| 364294 | 2006 TH108             | 9 d'octubre de 2006    | Palomar              | NEAT              |
| 364295 | 2006 TJ124             | 2 d'octubre de 2006    | Mount Lemmon         | Mt. Lemmon Survey |
| 364296 | 2006 TJ125             | 12 d'octubre de 2006   | Kitt Peak            | Spacewatch        |
| 364297 | 2006 TL126             | 4 d'octubre de 2006    | Mount Lemmon         | Mt. Lemmon Survey |
| 364298 | 2006 TD129             | 4 d'octubre de 2006    | Mount Lemmon         | Mt. Lemmon Survey |
| 364299 | 2006 UG4               | 17 d'octubre de 2006   | Piszkesteto          | K. Sarneczky      |
| 364300 | 2006 UE9               | 16 d'octubre de 2006   | Catalina             | CSS               |

## 364301-364400
| Nom    | Designació provisional | Data de descobriment   | Lloc de descobriment | Descobridor/s     |
| ------ | ---------------------- | ---------------------- | -------------------- | ----------------- |
| 364301 | 2006 UA14              | 25 de setembre de 2006 | Mount Lemmon         | Mt. Lemmon Survey |
| 364302 | 2006 UA15              | 17 d'octubre de 2006   | Mount Lemmon         | Mt. Lemmon Survey |
| 364303 | 2006 UA22              | 16 d'octubre de 2006   | Kitt Peak            | Spacewatch        |
| 364304 | 2006 UC28              | 16 d'octubre de 2006   | Kitt Peak            | Spacewatch        |
| 364305 | 2006 UJ34              | 16 d'octubre de 2006   | Kitt Peak            | Spacewatch        |
| 364306 | 2006 UJ35              | 16 d'octubre de 2006   | Catalina             | CSS               |
| 364307 | 2006 UF36              | 16 d'octubre de 2006   | Kitt Peak            | Spacewatch        |
| 364308 | 2006 UO39              | 25 de setembre de 2006 | Mount Lemmon         | Mt. Lemmon Survey |
| 364309 | 2006 UT40              | 16 d'octubre de 2006   | Kitt Peak            | Spacewatch        |
| 364310 | 2006 UR43              | 16 d'octubre de 2006   | Kitt Peak            | Spacewatch        |
| 364311 | 2006 UG44              | 16 d'octubre de 2006   | Kitt Peak            | Spacewatch        |
| 364312 | 2006 UD47              | 16 d'octubre de 2006   | Kitt Peak            | Spacewatch        |
| 364313 | 2006 UB54              | 15 de desembre de 1998 | Caussols             | ODAS              |
| 364314 | 2006 UV62              | 22 d'octubre de 2006   | Las Cruces           | D. S. Dixon       |
| 364315 | 2006 UW68              | 16 d'octubre de 2006   | Catalina             | CSS               |
| 364316 | 2006 UD70              | 16 d'octubre de 2006   | Catalina             | CSS               |
| 364317 | 2006 UF71              | 16 d'octubre de 2006   | Kitt Peak            | Spacewatch        |
| 364318 | 2006 UN74              | 17 d'octubre de 2006   | Kitt Peak            | Spacewatch        |
| 364319 | 2006 UP80              | 17 d'octubre de 2006   | Mount Lemmon         | Mt. Lemmon Survey |
| 364320 | 2006 UO85              | 17 d'octubre de 2006   | Mount Lemmon         | Mt. Lemmon Survey |
| 364321 | 2006 UT86              | 17 d'octubre de 2006   | Mount Lemmon         | Mt. Lemmon Survey |
| 364322 | 2006 UA87              | 17 d'octubre de 2006   | Mount Lemmon         | Mt. Lemmon Survey |
| 364323 | 2006 UE90              | 17 d'octubre de 2006   | Kitt Peak            | Spacewatch        |
| 364324 | 2006 UD100             | 18 d'octubre de 2006   | Kitt Peak            | Spacewatch        |
| 364325 | 2006 UO102             | 18 d'octubre de 2006   | Kitt Peak            | Spacewatch        |
| 364326 | 2006 UW112             | 19 d'octubre de 2006   | Kitt Peak            | Spacewatch        |
| 364327 | 2006 UC114             | 19 d'octubre de 2006   | Kitt Peak            | Spacewatch        |
| 364328 | 2006 UN114             | 19 d'octubre de 2006   | Kitt Peak            | Spacewatch        |
| 364329 | 2006 UZ115             | 19 d'octubre de 2006   | Kitt Peak            | Spacewatch        |
| 364330 | 2006 UG120             | 19 d'octubre de 2006   | Kitt Peak            | Spacewatch        |
| 364331 | 2006 UK129             | 2 d'octubre de 2006    | Mount Lemmon         | Mt. Lemmon Survey |
| 364332 | 2006 UN136             | 19 d'octubre de 2006   | Catalina             | CSS               |
| 364333 | 2006 UR137             | 19 d'octubre de 2006   | Mount Lemmon         | Mt. Lemmon Survey |
| 364334 | 2006 UY139             | 19 d'octubre de 2006   | Kitt Peak            | Spacewatch        |
| 364335 | 2006 US140             | 19 d'octubre de 2006   | Kitt Peak            | Spacewatch        |
| 364336 | 2006 UD141             | 19 d'octubre de 2006   | Mount Lemmon         | Mt. Lemmon Survey |
| 364337 | 2006 UJ143             | 19 d'octubre de 2006   | Palomar              | NEAT              |
| 364338 | 2006 UD149             | 20 d'octubre de 2006   | Kitt Peak            | Spacewatch        |
| 364339 | 2006 UA156             | 21 d'octubre de 2006   | Mount Lemmon         | Mt. Lemmon Survey |
| 364340 | 2006 UX161             | 2 d'octubre de 2006    | Mount Lemmon         | Mt. Lemmon Survey |
| 364341 | 2006 UR166             | 21 d'octubre de 2006   | Mount Lemmon         | Mt. Lemmon Survey |
| 364342 | 2006 UM176             | 7 de febrer de 1999    | Kitt Peak            | Spacewatch        |
| 364343 | 2006 UZ181             | 16 d'octubre de 2006   | Catalina             | CSS               |
| 364344 | 2006 UF182             | 16 d'octubre de 2006   | Catalina             | CSS               |
| 364345 | 2006 UD192             | 19 d'octubre de 2006   | Catalina             | CSS               |
| 364346 | 2006 UC197             | 20 d'octubre de 2006   | Kitt Peak            | Spacewatch        |
| 364347 | 2006 UE198             | 12 d'octubre de 2006   | Kitt Peak            | Spacewatch        |
| 364348 | 2006 UM198             | 26 de setembre de 2006 | Mount Lemmon         | Mt. Lemmon Survey |
| 364349 | 2006 UR199             | 21 d'octubre de 2006   | Mount Lemmon         | Mt. Lemmon Survey |
| 364350 | 2006 UC205             | 16 d'abril de 2004     | Palomar              | NEAT              |
| 364351 | 2006 UF209             | 23 d'octubre de 2006   | Kitt Peak            | Spacewatch        |
| 364352 | 2006 UH217             | 27 d'octubre de 2006   | Mount Lemmon         | Mt. Lemmon Survey |
| 364353 | 2006 UW221             | 17 d'octubre de 2006   | Catalina             | CSS               |
| 364354 | 2006 UA229             | 20 d'octubre de 2006   | Palomar              | NEAT              |
| 364355 | 2006 UV230             | 21 d'octubre de 2006   | Palomar              | NEAT              |
| 364356 | 2006 UZ237             | 23 d'octubre de 2006   | Kitt Peak            | Spacewatch        |
| 364357 | 2006 UR247             | 27 d'octubre de 2006   | Mount Lemmon         | Mt. Lemmon Survey |
| 364358 | 2006 UH253             | 27 d'octubre de 2006   | Mount Lemmon         | Mt. Lemmon Survey |
| 364359 | 2006 UY259             | 28 d'octubre de 2006   | Mount Lemmon         | Mt. Lemmon Survey |
| 364360 | 2006 US269             | 27 d'octubre de 2006   | Kitt Peak            | Spacewatch        |
| 364361 | 2006 UQ270             | 27 d'octubre de 2006   | Mount Lemmon         | Mt. Lemmon Survey |
| 364362 | 2006 UM276             | 28 d'octubre de 2006   | Mount Lemmon         | Mt. Lemmon Survey |
| 364363 | 2006 UP278             | 28 d'octubre de 2006   | Kitt Peak            | Spacewatch        |
| 364364 | 2006 UW280             | 28 d'octubre de 2006   | Mount Lemmon         | Mt. Lemmon Survey |
| 364365 | 2006 UE284             | 30 de setembre de 2006 | Mount Lemmon         | Mt. Lemmon Survey |
| 364366 | 2006 UM302             | 19 d'octubre de 2006   | Kitt Peak            | M. W. Buie        |
| 364367 | 2006 UH313             | 20 de novembre de 2006 | Kitt Peak            | Spacewatch        |
| 364368 | 2006 UP334             | 20 d'octubre de 2006   | Kitt Peak            | Spacewatch        |
| 364369 | 2006 UO335             | 17 d'octubre de 2006   | Mount Lemmon         | Mt. Lemmon Survey |
| 364370 | 2006 VH4               | 9 de novembre de 2006  | Kitt Peak            | Spacewatch        |
| 364371 | 2006 VL7               | 10 de novembre de 2006 | Kitt Peak            | Spacewatch        |
| 364372 | 2006 VT9               | 30 de setembre de 2006 | Catalina             | CSS               |
| 364373 | 2006 VX15              | 9 de novembre de 2006  | Kitt Peak            | Spacewatch        |
| 364374 | 2006 VD17              | 9 de novembre de 2006  | Kitt Peak            | Spacewatch        |
| 364375 | 2006 VH17              | 9 de novembre de 2006  | Kitt Peak            | Spacewatch        |
| 364376 | 2006 VV19              | 9 de novembre de 2006  | Kitt Peak            | Spacewatch        |
| 364377 | 2006 VZ19              | 31 d'octubre de 2006   | Kitt Peak            | Spacewatch        |
| 364378 | 2006 VS22              | 19 d'octubre de 2006   | Mount Lemmon         | Mt. Lemmon Survey |
| 364379 | 2006 VW24              | 10 de novembre de 2006 | Kitt Peak            | Spacewatch        |
| 364380 | 2006 VC28              | 10 de novembre de 2006 | Kitt Peak            | Spacewatch        |
| 364381 | 2006 VT28              | 10 de novembre de 2006 | Kitt Peak            | Spacewatch        |
| 364382 | 2006 VU28              | 10 de novembre de 2006 | Kitt Peak            | Spacewatch        |
| 364383 | 2006 VT35              | 11 de novembre de 2006 | Mount Lemmon         | Mt. Lemmon Survey |
| 364384 | 2006 VC48              | 28 de setembre de 2006 | Mount Lemmon         | Mt. Lemmon Survey |
| 364385 | 2006 VR56              | 11 de novembre de 2006 | Kitt Peak            | Spacewatch        |
| 364386 | 2006 VN60              | 11 de novembre de 2006 | Mount Lemmon         | Mt. Lemmon Survey |
| 364387 | 2006 VN69              | 11 de novembre de 2006 | Kitt Peak            | Spacewatch        |
| 364388 | 2006 VV69              | 11 de novembre de 2006 | Kitt Peak            | Spacewatch        |
| 364389 | 2006 VN70              | 11 de novembre de 2006 | Kitt Peak            | Spacewatch        |
| 364390 | 2006 VJ74              | 11 de novembre de 2006 | Kitt Peak            | Spacewatch        |
| 364391 | 2006 VW79              | 12 de novembre de 2006 | Mount Lemmon         | Mt. Lemmon Survey |
| 364392 | 2006 VL82              | 2 de novembre de 2006  | Kitt Peak            | Spacewatch        |
| 364393 | 2006 VT84              | 13 de novembre de 2006 | Mount Lemmon         | Mt. Lemmon Survey |
| 364394 | 2006 VE85              | 13 de novembre de 2006 | Catalina             | CSS               |
| 364395 | 2006 VJ87              | 19 d'octubre de 2006   | Kitt Peak            | Spacewatch        |
| 364396 | 2006 VK89              | 29 de juny de 2005     | Palomar              | NEAT              |
| 364397 | 2006 VH92              | 15 de novembre de 2006 | Catalina             | CSS               |
| 364398 | 2006 VV92              | 15 de novembre de 2006 | Socorro              | LINEAR            |
| 364399 | 2006 VQ98              | 27 de setembre de 2006 | Mount Lemmon         | Mt. Lemmon Survey |
| 364400 | 2006 VZ98              | 11 de novembre de 2006 | Mount Lemmon         | Mt. Lemmon Survey |

## 364401-364500
| Nom    | Designació provisional | Data de descobriment   | Lloc de descobriment | Descobridor/s     |
| ------ | ---------------------- | ---------------------- | -------------------- | ----------------- |
| 364401 | 2006 VO102             | 12 de novembre de 2006 | Mount Lemmon         | Mt. Lemmon Survey |
| 364402 | 2006 VR105             | 17 d'octubre de 2006   | Mount Lemmon         | Mt. Lemmon Survey |
| 364403 | 2006 VH111             | 20 d'octubre de 2006   | Mount Lemmon         | Mt. Lemmon Survey |
| 364404 | 2006 VB112             | 13 de novembre de 2006 | Catalina             | CSS               |
| 364405 | 2006 VR115             | 14 de novembre de 2006 | Kitt Peak            | Spacewatch        |
| 364406 | 2006 VW120             | 14 de novembre de 2006 | Kitt Peak            | Spacewatch        |
| 364407 | 2006 VF121             | 14 de novembre de 2006 | Catalina             | CSS               |
| 364408 | 2006 VE138             | 15 de novembre de 2006 | Kitt Peak            | Spacewatch        |
| 364409 | 2006 VJ140             | 31 d'octubre de 2006   | Mount Lemmon         | Mt. Lemmon Survey |
| 364410 | 2006 VA153             | 11 de novembre de 2006 | Catalina             | CSS               |
| 364411 | 2006 VA171             | 11 de novembre de 2006 | Kitt Peak            | Spacewatch        |
| 364412 | 2006 WX2               | 17 de novembre de 2006 | Kitt Peak            | Spacewatch        |
| 364413 | 2006 WC3               | 21 de novembre de 2006 | Catalina             | CSS               |
| 364414 | 2006 WC4               | 19 de novembre de 2006 | Needville            | Needville         |
| 364415 | 2006 WG6               | 16 de novembre de 2006 | Kitt Peak            | Spacewatch        |
| 364416 | 2006 WC10              | 23 d'octubre de 2006   | Mount Lemmon         | Mt. Lemmon Survey |
| 364417 | 2006 WU12              | 16 de novembre de 2006 | Mount Lemmon         | Mt. Lemmon Survey |
| 364418 | 2006 WX24              | 17 de novembre de 2006 | Mount Lemmon         | Mt. Lemmon Survey |
| 364419 | 2006 WK28              | 27 de setembre de 2006 | Mount Lemmon         | Mt. Lemmon Survey |
| 364420 | 2006 WC37              | 16 de novembre de 2006 | Kitt Peak            | Spacewatch        |
| 364421 | 2006 WU40              | 16 de novembre de 2006 | Kitt Peak            | Spacewatch        |
| 364422 | 2006 WR57              | 17 de novembre de 2006 | Kitt Peak            | Spacewatch        |
| 364423 | 2006 WJ71              | 18 de novembre de 2006 | Kitt Peak            | Spacewatch        |
| 364424 | 2006 WU74              | 18 de novembre de 2006 | Kitt Peak            | Spacewatch        |
| 364425 | 2006 WM78              | 20 d'octubre de 2006   | Mount Lemmon         | Mt. Lemmon Survey |
| 364426 | 2006 WR90              | 19 de novembre de 2006 | Socorro              | LINEAR            |
| 364427 | 2006 WU93              | 19 de novembre de 2006 | Kitt Peak            | Spacewatch        |
| 364428 | 2006 WX94              | 11 de novembre de 2006 | Kitt Peak            | Spacewatch        |
| 364429 | 2006 WY101             | 19 de novembre de 2006 | Catalina             | CSS               |
| 364430 | 2006 WF107             | 19 de novembre de 2006 | Catalina             | CSS               |
| 364431 | 2006 WR110             | 11 de novembre de 2006 | Mount Lemmon         | Mt. Lemmon Survey |
| 364432 | 2006 WP142             | 22 d'octubre de 2006   | Mount Lemmon         | Mt. Lemmon Survey |
| 364433 | 2006 WL143             | 20 de novembre de 2006 | Kitt Peak            | Spacewatch        |
| 364434 | 2006 WB164             | 19 d'octubre de 2006   | Mount Lemmon         | Mt. Lemmon Survey |
| 364435 | 2006 WK179             | 24 de novembre de 2006 | Mount Lemmon         | Mt. Lemmon Survey |
| 364436 | 2006 WC182             | 19 de novembre de 2006 | Kitt Peak            | Spacewatch        |
| 364437 | 2006 WQ186             | 23 d'octubre de 2006   | Mount Lemmon         | Mt. Lemmon Survey |
| 364438 | 2006 WC187             | 23 de novembre de 2006 | Mount Lemmon         | Mt. Lemmon Survey |
| 364439 | 2006 WK189             | 25 de novembre de 2006 | Mount Lemmon         | Mt. Lemmon Survey |
| 364440 | 2006 WG193             | 27 de novembre de 2006 | Kitt Peak            | Spacewatch        |
| 364441 | 2006 XC2               | 11 de desembre de 2006 | Socorro              | LINEAR            |
| 364442 | 2006 XR5               | 6 de desembre de 2006  | Palomar              | NEAT              |
| 364443 | 2006 XN17              | 10 de desembre de 2006 | Kitt Peak            | Spacewatch        |
| 364444 | 2006 XF21              | 11 de desembre de 2006 | Kitt Peak            | Spacewatch        |
| 364445 | 2006 XG26              | 12 de desembre de 2006 | Catalina             | CSS               |
| 364446 | 2006 XR46              | 13 de desembre de 2006 | Catalina             | CSS               |
| 364447 | 2006 XS62              | 26 de setembre de 2006 | Kitt Peak            | Spacewatch        |
| 364448 | 2006 XU62              | 21 de novembre de 2006 | Mount Lemmon         | Mt. Lemmon Survey |
| 364449 | 2006 XD64              | 11 de desembre de 2006 | Catalina             | CSS               |
| 364450 | 2006 YE5               | 17 de desembre de 2006 | Mount Lemmon         | Mt. Lemmon Survey |
| 364451 | 2006 YA7               | 20 de desembre de 2006 | Palomar              | NEAT              |
| 364452 | 2006 YJ15              | 20 de desembre de 2006 | Palomar              | NEAT              |
| 364453 | 2006 YB22              | 13 de setembre de 2005 | Kitt Peak            | Spacewatch        |
| 364454 | 2006 YU22              | 21 de desembre de 2006 | Kitt Peak            | Spacewatch        |
| 364455 | 2006 YS55              | 25 de desembre de 2006 | Catalina             | CSS               |
| 364456 | 2007 AN                | 8 de gener de 2007     | Kitt Peak            | Spacewatch        |
| 364457 | 2007 AK8               | 10 de gener de 2007    | Nyukasa              | Nyukasa           |
| 364458 | 2007 AO12              | 10 de gener de 2007    | Mount Lemmon         | Mt. Lemmon Survey |
| 364459 | 2007 AW16              | 15 de gener de 2007    | Catalina             | CSS               |
| 364460 | 2007 BR7               | 17 de gener de 2007    | Kitt Peak            | Spacewatch        |
| 364461 | 2007 BR20              | 16 de gener de 2007    | Socorro              | LINEAR            |
| 364462 | 2007 BC40              | 24 de gener de 2007    | Mount Lemmon         | Mt. Lemmon Survey |
| 364463 | 2007 BY63              | 27 de gener de 2007    | Mount Lemmon         | Mt. Lemmon Survey |
| 364464 | 2007 BD81              | 27 de gener de 2007    | Kitt Peak            | Spacewatch        |
| 364465 | 2007 CE1               | 6 de febrer de 2007    | Kitt Peak            | Spacewatch        |
| 364466 | 2007 CC10              | 6 de febrer de 2007    | Mount Lemmon         | Mt. Lemmon Survey |
| 364467 | 2007 CD28              | 27 de gener de 2007    | Kitt Peak            | Spacewatch        |
| 364468 | 2007 CS28              | 27 de gener de 2007    | Kitt Peak            | Spacewatch        |
| 364469 | 2007 CJ57              | 9 de febrer de 2007    | Catalina             | CSS               |
| 364470 | 2007 CM65              | 9 de febrer de 2007    | Kitt Peak            | Spacewatch        |
| 364471 | 2007 DK11              | 17 de febrer de 2007   | Kitt Peak            | Spacewatch        |
| 364472 | 2007 DL16              | 27 de desembre de 2006 | Mount Lemmon         | Mt. Lemmon Survey |
| 364473 | 2007 DF21              | 27 de gener de 2007    | Mount Lemmon         | Mt. Lemmon Survey |
| 364474 | 2007 DN23              | 17 de febrer de 2007   | Kitt Peak            | Spacewatch        |
| 364475 | 2007 DS30              | 17 de febrer de 2007   | Kitt Peak            | Spacewatch        |
| 364476 | 2007 DP34              | 27 de gener de 2007    | Mount Lemmon         | Mt. Lemmon Survey |
| 364477 | 2007 DB35              | 17 de febrer de 2007   | Kitt Peak            | Spacewatch        |
| 364478 | 2007 DV35              | 17 de febrer de 2007   | Kitt Peak            | Spacewatch        |
| 364479 | 2007 DQ36              | 17 de febrer de 2007   | Kitt Peak            | Spacewatch        |
| 364480 | 2007 DT38              | 17 de febrer de 2007   | Kitt Peak            | Spacewatch        |
| 364481 | 2007 DB39              | 17 de febrer de 2007   | Kitt Peak            | Spacewatch        |
| 364482 | 2007 DO41              | 17 de febrer de 2007   | Catalina             | CSS               |
| 364483 | 2007 DE65              | 21 de febrer de 2007   | Kitt Peak            | Spacewatch        |
| 364484 | 2007 DE70              | 28 de setembre de 1994 | Kitt Peak            | Spacewatch        |
| 364485 | 2007 DY74              | 21 de febrer de 2007   | Kitt Peak            | Spacewatch        |
| 364486 | 2007 DA95              | 23 de febrer de 2007   | Kitt Peak            | Spacewatch        |
| 364487 | 2007 DO96              | 23 de febrer de 2007   | Mount Lemmon         | Mt. Lemmon Survey |
| 364488 | 2007 DM98              | 25 de febrer de 2007   | Mount Lemmon         | Mt. Lemmon Survey |
| 364489 | 2007 DQ106             | 17 de febrer de 2007   | Kitt Peak            | Spacewatch        |
| 364490 | 2007 DM114             | 26 de febrer de 2007   | Mount Lemmon         | Mt. Lemmon Survey |
| 364491 | 2007 DQ117             | 27 de febrer de 2007   | Kitt Peak            | Spacewatch        |
| 364492 | 2007 EX1               | 21 de febrer de 2007   | Kitt Peak            | Spacewatch        |
| 364493 | 2007 EH4               | 9 de març de 2007      | Mount Lemmon         | Mt. Lemmon Survey |
| 364494 | 2007 EC8               | 9 de març de 2007      | Palomar              | NEAT              |
| 364495 | 2007 EO11              | 9 de març de 2007      | Kitt Peak            | Spacewatch        |
| 364496 | 2007 EH30              | 9 de març de 2007      | Palomar              | NEAT              |
| 364497 | 2007 ET31              | 6 de febrer de 2007    | Kitt Peak            | Spacewatch        |
| 364498 | 2007 EH39              | 10 de març de 2007     | Eskridge             | G. Hug            |
| 364499 | 2007 EY53              | 11 de març de 2007     | Mount Lemmon         | Mt. Lemmon Survey |
| 364500 | 2007 EU57              | 9 de març de 2007      | Catalina             | CSS               |

## 364501-364600
| Nom    | Designació provisional | Data de descobriment   | Lloc de descobriment | Descobridor/s                     |
| ------ | ---------------------- | ---------------------- | -------------------- | --------------------------------- |
| 364501 | 2007 EA61              | 10 de març de 2007     | Kitt Peak            | Spacewatch                        |
| 364502 | 2007 EV67              | 25 de febrer de 2007   | Mount Lemmon         | Mt. Lemmon Survey                 |
| 364503 | 2007 EV72              | 10 de març de 2007     | Kitt Peak            | Spacewatch                        |
| 364504 | 2007 EL74              | 10 de març de 2007     | Kitt Peak            | Spacewatch                        |
| 364505 | 2007 EF75              | 10 de març de 2007     | Kitt Peak            | Spacewatch                        |
| 364506 | 2007 EX75              | 10 de març de 2007     | Kitt Peak            | Spacewatch                        |
| 364507 | 2007 EY88              | 9 de març de 2007      | Kitt Peak            | Spacewatch                        |
| 364508 | 2007 EH89              | 21 de febrer de 2007   | Mount Lemmon         | Mt. Lemmon Survey                 |
| 364509 | 2007 EU92              | 10 de març de 2007     | Mount Lemmon         | Mt. Lemmon Survey                 |
| 364510 | 2007 EG96              | 10 de març de 2007     | Mount Lemmon         | Mt. Lemmon Survey                 |
| 364511 | 2007 EY97              | 11 de març de 2007     | Kitt Peak            | Spacewatch                        |
| 364512 | 2007 EE100             | 23 de febrer de 2007   | Mount Lemmon         | Mt. Lemmon Survey                 |
| 364513 | 2007 EJ118             | 13 de març de 2007     | Mount Lemmon         | Mt. Lemmon Survey                 |
| 364514 | 2007 EU128             | 9 de març de 2007      | Mount Lemmon         | Mt. Lemmon Survey                 |
| 364515 | 2007 EF132             | 23 de febrer de 2007   | Kitt Peak            | Spacewatch                        |
| 364516 | 2007 EK139             | 26 de febrer de 2007   | Mount Lemmon         | Mt. Lemmon Survey                 |
| 364517 | 2007 EC145             | 12 de març de 2007     | Mount Lemmon         | Mt. Lemmon Survey                 |
| 364518 | 2007 EJ148             | 12 de març de 2007     | Mount Lemmon         | Mt. Lemmon Survey                 |
| 364519 | 2007 EE151             | 12 de març de 2007     | Mount Lemmon         | Mt. Lemmon Survey                 |
| 364520 | 2007 EP152             | 12 de març de 2007     | Mount Lemmon         | Mt. Lemmon Survey                 |
| 364521 | 2007 EQ168             | 13 de març de 2007     | Kitt Peak            | Spacewatch                        |
| 364522 | 2007 EX168             | 13 de març de 2007     | Kitt Peak            | Spacewatch                        |
| 364523 | 2007 EQ180             | 14 de març de 2007     | Mount Lemmon         | Mt. Lemmon Survey                 |
| 364524 | 2007 EW181             | 14 de març de 2007     | Kitt Peak            | Spacewatch                        |
| 364525 | 2007 EC188             | 25 de febrer de 2007   | Mount Lemmon         | Mt. Lemmon Survey                 |
| 364526 | 2007 EW199             | 21 de febrer de 2007   | Kitt Peak            | Spacewatch                        |
| 364527 | 2007 EJ201             | 9 de març de 2007      | Siding Spring        | Siding Spring Survey              |
| 364528 | 2007 EP205             | 22 de febrer de 2007   | Catalina             | CSS                               |
| 364529 | 2007 EL213             | 10 de març de 2007     | Kitt Peak            | Spacewatch                        |
| 364530 | 2007 EU216             | 15 de març de 2007     | Catalina             | CSS                               |
| 364531 | 2007 FU2               | 16 de març de 2007     | Catalina             | CSS                               |
| 364532 | 2007 FP22              | 20 de març de 2007     | Kitt Peak            | Spacewatch                        |
| 364533 | 2007 FH24              | 20 de març de 2007     | Kitt Peak            | Spacewatch                        |
| 364534 | 2007 FD26              | 20 de març de 2007     | Mount Lemmon         | Mt. Lemmon Survey                 |
| 364535 | 2007 FW26              | 20 de març de 2007     | Kitt Peak            | Spacewatch                        |
| 364536 | 2007 FV27              | 23 de febrer de 2007   | Kitt Peak            | Spacewatch                        |
| 364537 | 2007 FV31              | 20 de març de 2007     | Kitt Peak            | Spacewatch                        |
| 364538 | 2007 FR42              | 20 de març de 2007     | Anderson Mesa        | LONEOS                            |
| 364539 | 2007 FG43              | 27 de març de 2007     | Siding Spring        | Siding Spring Survey              |
| 364540 | 2007 FD50              | 25 de març de 2007     | Mount Lemmon         | Mt. Lemmon Survey                 |
| 364541 | 2007 FJ50              | 25 de març de 2007     | Mount Lemmon         | Mt. Lemmon Survey                 |
| 364542 | 2007 GF1               | 16 de febrer de 2007   | Mount Lemmon         | Mt. Lemmon Survey                 |
| 364543 | 2007 GX2               | 7 d'abril de 2007      | Mount Lemmon         | Mt. Lemmon Survey                 |
| 364544 | 2007 GL6               | 11 d'abril de 2007     | 7300                 | W. K. Y. Yeung                    |
| 364545 | 2007 GK7               | 7 d'abril de 2007      | Mount Lemmon         | Mt. Lemmon Survey                 |
| 364546 | 2007 GC12              | 11 d'abril de 2007     | Kitt Peak            | Spacewatch                        |
| 364547 | 2007 GX18              | 11 d'abril de 2007     | Kitt Peak            | Spacewatch                        |
| 364548 | 2007 GN21              | 11 d'abril de 2007     | Kitt Peak            | Spacewatch                        |
| 364549 | 2007 GJ26              | 14 d'abril de 2007     | Mount Lemmon         | Mt. Lemmon Survey                 |
| 364550 | 2007 GY31              | 20 de març de 2007     | Catalina             | CSS                               |
| 364551 | 2007 GB32              | 9 de març de 2007      | Kitt Peak            | Spacewatch                        |
| 364552 | 2007 GO35              | 14 d'abril de 2007     | Kitt Peak            | Spacewatch                        |
| 364553 | 2007 GR56              | 15 d'abril de 2007     | Kitt Peak            | Spacewatch                        |
| 364554 | 2007 GT58              | 15 d'abril de 2007     | Mount Lemmon         | Mt. Lemmon Survey                 |
| 364555 | 2007 GA75              | 14 d'abril de 2007     | Catalina             | CSS                               |
| 364556 | 2007 GF76              | 13 de març de 2007     | Kitt Peak            | Spacewatch                        |
| 364557 | 2007 GG76              | 7 d'abril de 2007      | Mount Lemmon         | Mt. Lemmon Survey                 |
| 364558 | 2007 HH12              | 19 d'abril de 2007     | Mount Lemmon         | Mt. Lemmon Survey                 |
| 364559 | 2007 HT16              | 16 d'abril de 2007     | Mount Lemmon         | Mt. Lemmon Survey                 |
| 364560 | 2007 HQ17              | 16 d'abril de 2007     | Socorro              | LINEAR                            |
| 364561 | 2007 HE30              | 19 d'abril de 2007     | Mount Lemmon         | Mt. Lemmon Survey                 |
| 364562 | 2007 HL62              | 14 de març de 2007     | Mount Lemmon         | Mt. Lemmon Survey                 |
| 364563 | 2007 JL19              | 10 de maig de 2007     | Mount Lemmon         | Mt. Lemmon Survey                 |
| 364564 | 2007 JJ42              | 10 de maig de 2007     | Catalina             | CSS                               |
| 364565 | 2007 KK7               | 16 de maig de 2007     | Catalina             | CSS                               |
| 364566 | 2007 PM8               | 10 d'agost de 2007     | Nauchnyj             | Crimean Astrophysical Observatory |
| 364567 | 2007 PB13              | 8 d'agost de 2007      | Socorro              | LINEAR                            |
| 364568 | 2007 PU17              | 9 d'agost de 2007      | Socorro              | LINEAR                            |
| 364569 | 2007 QJ5               | 16 d'agost de 2007     | Purple Mountain      | PMO NEO Survey Program            |
| 364570 | 2007 QL5               | 16 d'agost de 2007     | Purple Mountain      | PMO NEO Survey Program            |
| 364571 | 2007 RH10              | 3 de setembre de 2007  | Catalina             | CSS                               |
| 364572 | 2007 RS11              | 10 de setembre de 2007 | Dauban               | Chante-Perdrix                    |
| 364573 | 2007 RT22              | 3 de setembre de 2007  | Catalina             | CSS                               |
| 364574 | 2007 RL27              | 12 d'agost de 2007     | Socorro              | LINEAR                            |
| 364575 | 2007 RK29              | 4 de setembre de 2007  | Catalina             | CSS                               |
| 364576 | 2007 RN32              | 5 de setembre de 2007  | Catalina             | CSS                               |
| 364577 | 2007 RC35              | 7 de setembre de 2007  | La Canada            | J. Lacruz                         |
| 364578 | 2007 RG37              | 8 de setembre de 2007  | Anderson Mesa        | LONEOS                            |
| 364579 | 2007 RW52              | 9 de setembre de 2007  | Kitt Peak            | Spacewatch                        |
| 364580 | 2007 RB54              | 9 de setembre de 2007  | Kitt Peak            | Spacewatch                        |
| 364581 | 2007 RM70              | 10 de setembre de 2007 | Kitt Peak            | Spacewatch                        |
| 364582 | 2007 RP103             | 11 de setembre de 2007 | Catalina             | CSS                               |
| 364583 | 2007 RU103             | 11 de setembre de 2007 | Catalina             | CSS                               |
| 364584 | 2007 RL116             | 11 de setembre de 2007 | Kitt Peak            | Spacewatch                        |
| 364585 | 2007 RF118             | 11 de setembre de 2007 | Kitt Peak            | Spacewatch                        |
| 364586 | 2007 RG119             | 11 de setembre de 2007 | Purple Mountain      | PMO NEO Survey Program            |
| 364587 | 2007 RJ119             | 11 de setembre de 2007 | Purple Mountain      | PMO NEO Survey Program            |
| 364588 | 2007 RG124             | 12 de setembre de 2007 | Anderson Mesa        | LONEOS                            |
| 364589 | 2007 RZ134             | 12 de setembre de 2007 | Catalina             | CSS                               |
| 364590 | 2007 RO141             | 13 de setembre de 2007 | Socorro              | LINEAR                            |
| 364591 | 2007 RK144             | 14 de setembre de 2007 | Socorro              | LINEAR                            |
| 364592 | 2007 RA145             | 11 de setembre de 2007 | Kitt Peak            | Spacewatch                        |
| 364593 | 2007 RT145             | 9 de setembre de 2007  | Kitt Peak            | Spacewatch                        |
| 364594 | 2007 RF155             | 10 d'agost de 2007     | Kitt Peak            | Spacewatch                        |
| 364595 | 2007 RX173             | 10 de setembre de 2007 | Kitt Peak            | Spacewatch                        |
| 364596 | 2007 RO177             | 10 de setembre de 2007 | Mount Lemmon         | Mt. Lemmon Survey                 |
| 364597 | 2007 RC178             | 10 de setembre de 2007 | Kitt Peak            | Spacewatch                        |
| 364598 | 2007 RB190             | 15 de desembre de 2004 | Kitt Peak            | Spacewatch                        |
| 364599 | 2007 RT195             | 12 de setembre de 2007 | Kitt Peak            | Spacewatch                        |
| 364600 | 2007 RG203             | 13 de setembre de 2007 | Kitt Peak            | Spacewatch                        |

## 364601-364700
| Nom                 | Designació provisional | Data de descobriment   | Lloc de descobriment | Descobridor/s          |
| ------------------- | ---------------------- | ---------------------- | -------------------- | ---------------------- |
| 364601              | 2007 RL206             | 10 de setembre de 2007 | Mount Lemmon         | Mt. Lemmon Survey      |
| 364602              | 2007 RW212             | 12 de setembre de 2007 | Anderson Mesa        | LONEOS                 |
| 364603              | 2007 RW223             | 10 de setembre de 2007 | Kitt Peak            | Spacewatch             |
| 364604              | 2007 RC236             | 13 de setembre de 2007 | Mount Lemmon         | Mt. Lemmon Survey      |
| 364605              | 2007 RX249             | 13 de setembre de 2007 | Kitt Peak            | Spacewatch             |
| 364606              | 2007 RC259             | 14 de setembre de 2007 | Mount Lemmon         | Mt. Lemmon Survey      |
| 364607              | 2007 RJ267             | 15 de setembre de 2007 | Kitt Peak            | Spacewatch             |
| 364608              | 2007 RH272             | 15 de setembre de 2007 | Kitt Peak            | Spacewatch             |
| 364609              | 2007 RT273             | 15 de setembre de 2007 | Kitt Peak            | Spacewatch             |
| 364610              | 2007 RJ289             | 12 de setembre de 2007 | Catalina             | CSS                    |
| 364611              | 2007 RT293             | 13 de setembre de 2007 | Mount Lemmon         | Mt. Lemmon Survey      |
| 364612              | 2007 RN295             | 14 de setembre de 2007 | Mount Lemmon         | Mt. Lemmon Survey      |
| 364613              | 2007 RX319             | 13 de setembre de 2007 | Mount Lemmon         | Mt. Lemmon Survey      |
| 364614              | 2007 RA323             | 14 de setembre de 2007 | Mount Lemmon         | Mt. Lemmon Survey      |
| 364615              | 2007 RL325             | 15 de setembre de 2007 | Mount Lemmon         | Mt. Lemmon Survey      |
| 364616              | 2007 SO4               | 19 de setembre de 2007 | Costitx              | OAM                    |
| 364617              | 2007 SB6               | 15 de setembre de 2007 | Kitt Peak            | Spacewatch             |
| 364618              | 2007 ST15              | 30 de setembre de 2007 | Kitt Peak            | Spacewatch             |
| 364619              | 2007 SO21              | 21 de setembre de 2007 | XuYi                 | PMO NEO Survey Program |
| 364620              | 2007 TO1               | 2 d'octubre de 2007    | Lulin                | LUSS                   |
| 364621              | 2007 TT10              | 6 d'octubre de 2007    | Socorro              | LINEAR                 |
| 364622              | 2007 TO12              | 6 d'octubre de 2007    | Socorro              | LINEAR                 |
| 364623              | 2007 TH14              | 7 d'octubre de 2007    | 7300                 | W. K. Y. Yeung         |
| 364624              | 2007 TZ15              | 14 de setembre de 2007 | Mount Lemmon         | Mt. Lemmon Survey      |
| 364625              | 2007 TE24              | 4 d'octubre de 2007    | Goodricke-Pigott     | R. A. Tucker           |
| 364626              | 2007 TU33              | 6 d'octubre de 2007    | Kitt Peak            | Spacewatch             |
| 364627              | 2007 TK35              | 7 d'octubre de 2007    | Catalina             | CSS                    |
| 364628              | 2007 TX54              | 25 de setembre de 2007 | Mount Lemmon         | Mt. Lemmon Survey      |
| 364629              | 2007 TC68              | 10 d'octubre de 2007   | Catalina             | CSS                    |
| 364630              | 2007 TS70              | 13 d'octubre de 2007   | Charleston           | Charleston             |
| 364631              | 2007 TA82              | 8 d'octubre de 2007    | Mount Lemmon         | Mt. Lemmon Survey      |
| 364632              | 2007 TM85              | 8 d'octubre de 2007    | Catalina             | CSS                    |
| 364633              | 2007 TJ89              | 8 d'octubre de 2007    | Mount Lemmon         | Mt. Lemmon Survey      |
| 364634              | 2007 TJ94              | 7 d'octubre de 2007    | Catalina             | CSS                    |
| 364635              | 2007 TZ103             | 8 d'octubre de 2007    | Kitt Peak            | Spacewatch             |
| 364636 Ulrickeecker | 2007 TR105             | 15 d'octubre de 2007   | Redshed              | H. Bachleitner         |
| 364637              | 2007 TN106             | 4 d'octubre de 2007    | Kitt Peak            | Spacewatch             |
| 364638              | 2007 TT106             | 4 d'octubre de 2007    | Kitt Peak            | Spacewatch             |
| 364639              | 2007 TY109             | 7 d'octubre de 2007    | Catalina             | CSS                    |
| 364640              | 2007 TU111             | 8 d'octubre de 2007    | Catalina             | CSS                    |
| 364641              | 2007 TD112             | 8 d'octubre de 2007    | Catalina             | CSS                    |
| 364642              | 2007 TC121             | 5 d'octubre de 2007    | Kitt Peak            | Spacewatch             |
| 364643              | 2007 TX134             | 8 d'octubre de 2007    | Kitt Peak            | Spacewatch             |
| 364644              | 2007 TR144             | 6 d'octubre de 2007    | Socorro              | LINEAR                 |
| 364645              | 2007 TV145             | 6 d'octubre de 2007    | Socorro              | LINEAR                 |
| 364646              | 2007 TY148             | 8 d'octubre de 2007    | Socorro              | LINEAR                 |
| 364647              | 2007 TT150             | 9 d'octubre de 2007    | Socorro              | LINEAR                 |
| 364648              | 2007 TQ152             | 9 d'octubre de 2007    | Socorro              | LINEAR                 |
| 364649              | 2007 TO153             | 9 d'octubre de 2007    | Socorro              | LINEAR                 |
| 364650              | 2007 TY159             | 8 d'octubre de 2007    | Catalina             | CSS                    |
| 364651              | 2007 TR161             | 11 d'octubre de 2007   | Socorro              | LINEAR                 |
| 364652              | 2007 TY161             | 11 d'octubre de 2007   | Socorro              | LINEAR                 |
| 364653              | 2007 TL163             | 11 d'octubre de 2007   | Socorro              | LINEAR                 |
| 364654              | 2007 TY169             | 12 d'octubre de 2007   | Socorro              | LINEAR                 |
| 364655              | 2007 TT171             | 9 d'octubre de 2007    | Mount Lemmon         | Mt. Lemmon Survey      |
| 364656              | 2007 TD183             | 5 de setembre de 2007  | Mount Lemmon         | Mt. Lemmon Survey      |
| 364657              | 2007 TN185             | 13 d'octubre de 2007   | Socorro              | LINEAR                 |
| 364658              | 2007 TZ193             | 7 d'octubre de 2007    | Catalina             | CSS                    |
| 364659              | 2007 TZ195             | 7 d'octubre de 2007    | Mount Lemmon         | Mt. Lemmon Survey      |
| 364660              | 2007 TS209             | 11 d'octubre de 2007   | Mount Lemmon         | Mt. Lemmon Survey      |
| 364661              | 2007 TY239             | 13 d'octubre de 2007   | Socorro              | LINEAR                 |
| 364662              | 2007 TS259             | 10 d'octubre de 2007   | Mount Lemmon         | Mt. Lemmon Survey      |
| 364663              | 2007 TH279             | 11 d'octubre de 2007   | Mount Lemmon         | Mt. Lemmon Survey      |
| 364664              | 2007 TL285             | 12 de setembre de 2007 | Mount Lemmon         | Mt. Lemmon Survey      |
| 364665              | 2007 TC289             | 11 d'octubre de 2007   | Catalina             | CSS                    |
| 364666              | 2007 TV293             | 9 d'octubre de 2007    | Mount Lemmon         | Mt. Lemmon Survey      |
| 364667              | 2007 TA298             | 11 d'octubre de 2007   | Mount Lemmon         | Mt. Lemmon Survey      |
| 364668              | 2007 TX311             | 11 d'octubre de 2007   | Mount Lemmon         | Mt. Lemmon Survey      |
| 364669              | 2007 TT316             | 12 d'octubre de 2007   | Kitt Peak            | Spacewatch             |
| 364670              | 2007 TW337             | 13 d'octubre de 2007   | Catalina             | CSS                    |
| 364671              | 2007 TD350             | 14 d'octubre de 2007   | Mount Lemmon         | Mt. Lemmon Survey      |
| 364672              | 2007 TQ354             | 10 d'octubre de 2007   | Kitt Peak            | Spacewatch             |
| 364673              | 2007 TO358             | 14 d'octubre de 2007   | Mount Lemmon         | Mt. Lemmon Survey      |
| 364674              | 2007 TU359             | 14 d'octubre de 2007   | Kitt Peak            | Spacewatch             |
| 364675              | 2007 TV359             | 14 d'octubre de 2007   | Kitt Peak            | Spacewatch             |
| 364676              | 2007 TM361             | 14 d'octubre de 2007   | Mount Lemmon         | Mt. Lemmon Survey      |
| 364677              | 2007 TT361             | 14 d'octubre de 2007   | Mount Lemmon         | Mt. Lemmon Survey      |
| 364678              | 2007 TD364             | 14 d'octubre de 2007   | Mount Lemmon         | Mt. Lemmon Survey      |
| 364679              | 2007 TM364             | 15 d'octubre de 2007   | Catalina             | CSS                    |
| 364680              | 2007 TY366             | 9 d'octubre de 2007    | Kitt Peak            | Spacewatch             |
| 364681              | 2007 TA372             | 13 d'octubre de 2007   | Catalina             | CSS                    |
| 364682              | 2007 TN376             | 10 d'octubre de 2007   | Catalina             | CSS                    |
| 364683              | 2007 TW376             | 12 de setembre de 2007 | Catalina             | CSS                    |
| 364684              | 2007 TP386             | 15 d'octubre de 2007   | Kitt Peak            | Spacewatch             |
| 364685              | 2007 TB412             | 14 d'octubre de 2007   | Catalina             | CSS                    |
| 364686              | 2007 TD424             | 7 d'octubre de 2007    | Catalina             | CSS                    |
| 364687              | 2007 TK424             | 7 d'octubre de 2007    | Kitt Peak            | Spacewatch             |
| 364688              | 2007 TU447             | 13 d'octubre de 2007   | Mount Lemmon         | Mt. Lemmon Survey      |
| 364689              | 2007 TV450             | 30 de setembre de 2003 | Kitt Peak            | Spacewatch             |
| 364690              | 2007 UE2               | 18 d'octubre de 2007   | Mayhill              | A. Lowe                |
| 364691              | 2007 UB4               | 18 d'octubre de 2007   | Socorro              | LINEAR                 |
| 364692              | 2007 UH25              | 16 d'octubre de 2007   | Kitt Peak            | Spacewatch             |
| 364693              | 2007 UQ30              | 4 d'octubre de 2007    | XuYi                 | PMO NEO Survey Program |
| 364694              | 2007 UX34              | 19 d'octubre de 2007   | Kitt Peak            | Spacewatch             |
| 364695              | 2007 UV48              | 20 d'octubre de 2007   | Mount Lemmon         | Mt. Lemmon Survey      |
| 364696              | 2007 UY48              | 20 d'octubre de 2007   | Mount Lemmon         | Mt. Lemmon Survey      |
| 364697              | 2007 US49              | 24 d'octubre de 2007   | Mount Lemmon         | Mt. Lemmon Survey      |
| 364698              | 2007 UV51              | 24 d'octubre de 2007   | Mount Lemmon         | Mt. Lemmon Survey      |
| 364699              | 2007 UO60              | 30 d'octubre de 2007   | Mount Lemmon         | Mt. Lemmon Survey      |
| 364700              | 2007 UU60              | 30 d'octubre de 2007   | Mount Lemmon         | Mt. Lemmon Survey      |

## 364701-364800
| Nom    | Designació provisional | Data de descobriment   | Lloc de descobriment | Descobridor/s          |
| ------ | ---------------------- | ---------------------- | -------------------- | ---------------------- |
| 364701 | 2007 UR67              | 30 d'octubre de 2007   | Mount Lemmon         | Mt. Lemmon Survey      |
| 364702 | 2007 UQ89              | 30 d'octubre de 2007   | Catalina             | CSS                    |
| 364703 | 2007 UQ105             | 20 d'octubre de 2007   | Mount Lemmon         | Mt. Lemmon Survey      |
| 364704 | 2007 UZ107             | 30 d'octubre de 2007   | Kitt Peak            | Spacewatch             |
| 364705 | 2007 UX110             | 30 d'octubre de 2007   | Mount Lemmon         | Mt. Lemmon Survey      |
| 364706 | 2007 US111             | 30 d'octubre de 2007   | Mount Lemmon         | Mt. Lemmon Survey      |
| 364707 | 2007 UM122             | 30 d'octubre de 2007   | Kitt Peak            | Spacewatch             |
| 364708 | 2007 UH131             | 16 d'octubre de 2007   | Catalina             | CSS                    |
| 364709 | 2007 UP137             | 12 de setembre de 2007 | Mount Lemmon         | Mt. Lemmon Survey      |
| 364710 | 2007 VU7               | 3 de novembre de 2007  | Kitami               | K. Endate              |
| 364711 | 2007 VL36              | 12 d'octubre de 2007   | Kitt Peak            | Spacewatch             |
| 364712 | 2007 VG44              | 1 de novembre de 2007  | Kitt Peak            | Spacewatch             |
| 364713 | 2007 VH45              | 9 d'octubre de 2007    | Kitt Peak            | Spacewatch             |
| 364714 | 2007 VU45              | 1 de novembre de 2007  | Kitt Peak            | Spacewatch             |
| 364715 | 2007 VX52              | 20 d'octubre de 2007   | Mount Lemmon         | Mt. Lemmon Survey      |
| 364716 | 2007 VM53              | 1 d'abril de 2005      | Kitt Peak            | Spacewatch             |
| 364717 | 2007 VF61              | 1 de novembre de 2007  | Kitt Peak            | Spacewatch             |
| 364718 | 2007 VP61              | 1 de novembre de 2007  | Kitt Peak            | Spacewatch             |
| 364719 | 2007 VD72              | 1 de novembre de 2007  | Kitt Peak            | Spacewatch             |
| 364720 | 2007 VH73              | 2 de novembre de 2007  | Kitt Peak            | Spacewatch             |
| 364721 | 2007 VM73              | 2 de novembre de 2007  | Kitt Peak            | Spacewatch             |
| 364722 | 2007 VX77              | 3 de novembre de 2007  | Kitt Peak            | Spacewatch             |
| 364723 | 2007 VD82              | 4 de novembre de 2007  | Kitt Peak            | Spacewatch             |
| 364724 | 2007 VE89              | 10 d'octubre de 2007   | Mount Lemmon         | Mt. Lemmon Survey      |
| 364725 | 2007 VG95              | 8 de novembre de 2007  | Socorro              | LINEAR                 |
| 364726 | 2007 VF102             | 2 de novembre de 2007  | Kitt Peak            | Spacewatch             |
| 364727 | 2007 VJ104             | 21 d'octubre de 2007   | Mount Lemmon         | Mt. Lemmon Survey      |
| 364728 | 2007 VG109             | 3 de novembre de 2007  | Kitt Peak            | Spacewatch             |
| 364729 | 2007 VH111             | 3 de novembre de 2007  | Kitt Peak            | Spacewatch             |
| 364730 | 2007 VJ113             | 3 de novembre de 2007  | Kitt Peak            | Spacewatch             |
| 364731 | 2007 VY119             | 18 de setembre de 2007 | Goodricke-Pigott     | R. A. Tucker           |
| 364732 | 2007 VX142             | 15 d'octubre de 2007   | Mount Lemmon         | Mt. Lemmon Survey      |
| 364733 | 2007 VS148             | 5 de novembre de 2007  | Purple Mountain      | PMO NEO Survey Program |
| 364734 | 2007 VT148             | 5 de novembre de 2007  | Purple Mountain      | PMO NEO Survey Program |
| 364735 | 2007 VS167             | 5 de novembre de 2007  | Kitt Peak            | Spacewatch             |
| 364736 | 2007 VX196             | 7 de novembre de 2007  | Mount Lemmon         | Mt. Lemmon Survey      |
| 364737 | 2007 VV212             | 9 de novembre de 2007  | Kitt Peak            | Spacewatch             |
| 364738 | 2007 VK214             | 9 de novembre de 2007  | Kitt Peak            | Spacewatch             |
| 364739 | 2007 VQ218             | 9 de novembre de 2007  | Kitt Peak            | Spacewatch             |
| 364740 | 2007 VC226             | 9 de novembre de 2007  | Mount Lemmon         | Mt. Lemmon Survey      |
| 364741 | 2007 VD248             | 13 de novembre de 2007 | Mount Lemmon         | Mt. Lemmon Survey      |
| 364742 | 2007 VL252             | 31 d'octubre de 2007   | Catalina             | CSS                    |
| 364743 | 2007 VD267             | 13 de novembre de 2007 | Catalina             | CSS                    |
| 364744 | 2007 VB268             | 11 de novembre de 2007 | Socorro              | LINEAR                 |
| 364745 | 2007 VL268             | 12 de novembre de 2007 | Socorro              | LINEAR                 |
| 364746 | 2007 VJ269             | 14 de novembre de 2007 | Socorro              | LINEAR                 |
| 364747 | 2007 VB275             | 13 de novembre de 2007 | Mount Lemmon         | Mt. Lemmon Survey      |
| 364748 | 2007 VM289             | 13 de novembre de 2007 | Catalina             | CSS                    |
| 364749 | 2007 VC294             | 13 de novembre de 2007 | Kitt Peak            | Spacewatch             |
| 364750 | 2007 VP296             | 15 de novembre de 2007 | Catalina             | CSS                    |
| 364751 | 2007 VC307             | 2 de novembre de 2007  | Kitt Peak            | Spacewatch             |
| 364752 | 2007 VT313             | 11 de novembre de 2007 | Mount Lemmon         | Mt. Lemmon Survey      |
| 364753 | 2007 VK327             | 7 de novembre de 2007  | Socorro              | LINEAR                 |
| 364754 | 2007 VH329             | 14 de novembre de 2007 | Socorro              | LINEAR                 |
| 364755 | 2007 VA334             | 12 de novembre de 2007 | Mount Lemmon         | Mt. Lemmon Survey      |
| 364756 | 2007 WG1               | 16 de novembre de 2007 | Dauban               | Chante-Perdrix         |
| 364757 | 2007 WA8               | 8 de novembre de 2007  | Kitt Peak            | Spacewatch             |
| 364758 | 2007 WL18              | 18 de novembre de 2007 | Mount Lemmon         | Mt. Lemmon Survey      |
| 364759 | 2007 WG20              | 18 de novembre de 2007 | Mount Lemmon         | Mt. Lemmon Survey      |
| 364760 | 2007 WQ20              | 18 de novembre de 2007 | Mount Lemmon         | Mt. Lemmon Survey      |
| 364761 | 2007 WH62              | 18 de novembre de 2007 | Socorro              | LINEAR                 |
| 364762 | 2007 XC10              | 5 de desembre de 2007  | Mount Lemmon         | Mt. Lemmon Survey      |
| 364763 | 2007 XZ16              | 4 de desembre de 2007  | Catalina             | CSS                    |
| 364764 | 2007 XO21              | 10 de desembre de 2007 | Socorro              | LINEAR                 |
| 364765 | 2007 XS21              | 10 de desembre de 2007 | Socorro              | LINEAR                 |
| 364766 | 2007 XP29              | 30 d'octubre de 2007   | Kitt Peak            | Spacewatch             |
| 364767 | 2007 XY30              | 11 de novembre de 2007 | Mount Lemmon         | Mt. Lemmon Survey      |
| 364768 | 2007 XC47              | 15 de desembre de 2007 | Mount Lemmon         | Mt. Lemmon Survey      |
| 364769 | 2007 XR51              | 4 de desembre de 2007  | Mount Lemmon         | Mt. Lemmon Survey      |
| 364770 | 2007 XS57              | 4 de desembre de 2007  | Socorro              | LINEAR                 |
| 364771 | 2007 XZ57              | 5 de desembre de 2007  | Kitt Peak            | Spacewatch             |
| 364772 | 2007 XF58              | 5 de desembre de 2007  | Kitt Peak            | Spacewatch             |
| 364773 | 2007 YT                | 16 de desembre de 2007 | Bergisch Gladbac     | W. Bickel              |
| 364774 | 2007 YK28              | 18 de desembre de 2007 | Mount Lemmon         | Mt. Lemmon Survey      |
| 364775 | 2007 YF37              | 30 de desembre de 2007 | Mount Lemmon         | Mt. Lemmon Survey      |
| 364776 | 2007 YF53              | 30 de desembre de 2007 | Kitt Peak            | Spacewatch             |
| 364777 | 2007 YS54              | 31 de desembre de 2007 | Catalina             | CSS                    |
| 364778 | 2007 YF67              | 18 de desembre de 2007 | Mount Lemmon         | Mt. Lemmon Survey      |
| 364779 | 2007 YT69              | 30 de desembre de 2007 | Mount Lemmon         | Mt. Lemmon Survey      |
| 364780 | 2007 YL71              | 16 de desembre de 2007 | Mount Lemmon         | Mt. Lemmon Survey      |
| 364781 | 2008 AB3               | 7 de gener de 2008     | Lulin                | LUSS                   |
| 364782 | 2008 AE3               | 8 de novembre de 2007  | Mount Lemmon         | Mt. Lemmon Survey      |
| 364783 | 2008 AJ5               | 9 de gener de 2008     | Lulin                | LUSS                   |
| 364784 | 2008 AS6               | 10 de gener de 2008    | Mount Lemmon         | Mt. Lemmon Survey      |
| 364785 | 2008 AR19              | 10 de gener de 2008    | Mount Lemmon         | Mt. Lemmon Survey      |
| 364786 | 2008 AS30              | 10 de gener de 2008    | Socorro              | LINEAR                 |
| 364787 | 2008 AY32              | 15 de desembre de 2007 | Catalina             | CSS                    |
| 364788 | 2008 AW44              | 10 de gener de 2008    | Kitt Peak            | Spacewatch             |
| 364789 | 2008 AM69              | 19 d'octubre de 2007   | Mount Lemmon         | Mt. Lemmon Survey      |
| 364790 | 2008 AD71              | 21 de novembre de 2007 | Mount Lemmon         | Mt. Lemmon Survey      |
| 364791 | 2008 AC74              | 10 de gener de 2008    | Catalina             | CSS                    |
| 364792 | 2008 AV78              | 12 de gener de 2008    | Kitt Peak            | Spacewatch             |
| 364793 | 2008 AH81              | 12 de gener de 2008    | Kitt Peak            | Spacewatch             |
| 364794 | 2008 AX89              | 13 de gener de 2008    | Kitt Peak            | Spacewatch             |
| 364795 | 2008 AK92              | 14 de gener de 2008    | Kitt Peak            | Spacewatch             |
| 364796 | 2008 AD99              | 31 de desembre de 2007 | Kitt Peak            | Spacewatch             |
| 364797 | 2008 AC100             | 14 de gener de 2008    | Kitt Peak            | Spacewatch             |
| 364798 | 2008 AJ100             | 14 de gener de 2008    | Kitt Peak            | Spacewatch             |
| 364799 | 2008 AE107             | 15 de gener de 2008    | Kitt Peak            | Spacewatch             |
| 364800 | 2008 AX115             | 11 de gener de 2008    | Kitt Peak            | Spacewatch             |

## 364801-364900
| Nom    | Designació provisional | Data de descobriment   | Lloc de descobriment | Descobridor/s          |
| ------ | ---------------------- | ---------------------- | -------------------- | ---------------------- |
| 364801 | 2008 AL129             | 11 de gener de 2008    | Kitt Peak            | Spacewatch             |
| 364802 | 2008 AN134             | 3 de gener de 2008     | Lulin                | LUSS                   |
| 364803 | 2008 AB136             | 11 de gener de 2008    | Mount Lemmon         | Mt. Lemmon Survey      |
| 364804 | 2008 AC136             | 12 de gener de 2008    | Catalina             | CSS                    |
| 364805 | 2008 BH6               | 16 de gener de 2008    | Kitt Peak            | Spacewatch             |
| 364806 | 2008 BL10              | 30 de juny de 2005     | Kitt Peak            | Spacewatch             |
| 364807 | 2008 BC13              | 19 de gener de 2008    | Mount Lemmon         | Mt. Lemmon Survey      |
| 364808 | 2008 BC16              | 28 de gener de 2008    | Lulin                | LUSS                   |
| 364809 | 2008 BZ17              | 30 de gener de 2008    | Catalina             | CSS                    |
| 364810 | 2008 BG18              | 30 de gener de 2008    | Mount Lemmon         | Mt. Lemmon Survey      |
| 364811 | 2008 BL19              | 30 de gener de 2008    | Kitt Peak            | Spacewatch             |
| 364812 | 2008 BS25              | 30 de gener de 2008    | Catalina             | CSS                    |
| 364813 | 2008 BL36              | 30 de gener de 2008    | Kitt Peak            | Spacewatch             |
| 364814 | 2008 BA41              | 31 de gener de 2008    | La Sagra             | La Sagra               |
| 364815 | 2008 BO41              | 30 de gener de 2008    | Catalina             | CSS                    |
| 364816 | 2008 BY48              | 30 de gener de 2008    | Mount Lemmon         | Mt. Lemmon Survey      |
| 364817 | 2008 BJ50              | 14 de novembre de 2007 | Mount Lemmon         | Mt. Lemmon Survey      |
| 364818 | 2008 CN                | 1 de febrer de 2008    | Kitami               | K. Endate              |
| 364819 | 2008 CB2               | 2 de febrer de 2008    | Wrightwood           | J. W. Young            |
| 364820 | 2008 CZ6               | 31 de desembre de 2007 | Mount Lemmon         | Mt. Lemmon Survey      |
| 364821 | 2008 CV14              | 20 de desembre de 2007 | Mount Lemmon         | Mt. Lemmon Survey      |
| 364822 | 2008 CF15              | 3 de febrer de 2008    | Kitt Peak            | Spacewatch             |
| 364823 | 2008 CN15              | 11 de novembre de 2007 | Mount Lemmon         | Mt. Lemmon Survey      |
| 364824 | 2008 CA17              | 3 de febrer de 2008    | Kitt Peak            | Spacewatch             |
| 364825 | 2008 CY19              | 6 de febrer de 2008    | Catalina             | CSS                    |
| 364826 | 2008 CE35              | 2 de febrer de 2008    | Kitt Peak            | Spacewatch             |
| 364827 | 2008 CW52              | 18 de gener de 2008    | Mount Lemmon         | Mt. Lemmon Survey      |
| 364828 | 2008 CL61              | 7 de febrer de 2008    | Mount Lemmon         | Mt. Lemmon Survey      |
| 364829 | 2008 CL71              | 6 de febrer de 2008    | Catalina             | CSS                    |
| 364830 | 2008 CR73              | 6 de febrer de 2008    | Catalina             | CSS                    |
| 364831 | 2008 CJ92              | 8 de febrer de 2008    | Kitt Peak            | Spacewatch             |
| 364832 | 2008 CC108             | 2 de febrer de 2008    | Kitt Peak            | Spacewatch             |
| 364833 | 2008 CV113             | 10 de febrer de 2008   | Kitt Peak            | Spacewatch             |
| 364834 | 2008 CD116             | 8 de febrer de 2008    | Bergisch Gladbac     | W. Bickel              |
| 364835 | 2008 CY120             | 6 de febrer de 2008    | Catalina             | CSS                    |
| 364836 | 2008 CK124             | 7 de febrer de 2008    | Mount Lemmon         | Mt. Lemmon Survey      |
| 364837 | 2008 CO129             | 8 de febrer de 2008    | Kitt Peak            | Spacewatch             |
| 364838 | 2008 CU132             | 8 de febrer de 2008    | Kitt Peak            | Spacewatch             |
| 364839 | 2008 CA142             | 8 de febrer de 2008    | Kitt Peak            | Spacewatch             |
| 364840 | 2008 CQ143             | 8 de febrer de 2008    | Kitt Peak            | Spacewatch             |
| 364841 | 2008 CE144             | 8 de febrer de 2008    | Kitt Peak            | Spacewatch             |
| 364842 | 2008 CZ152             | 14 de desembre de 2007 | Mount Lemmon         | Mt. Lemmon Survey      |
| 364843 | 2008 CQ157             | 9 de febrer de 2008    | Catalina             | CSS                    |
| 364844 | 2008 CF158             | 9 de febrer de 2008    | Catalina             | CSS                    |
| 364845 | 2008 CS171             | 12 de febrer de 2008   | Kitt Peak            | Spacewatch             |
| 364846 | 2008 CW184             | 14 de febrer de 2008   | Siding Spring        | Siding Spring Survey   |
| 364847 | 2008 CA195             | 13 de febrer de 2008   | Mount Lemmon         | Mt. Lemmon Survey      |
| 364848 | 2008 CA197             | 8 de febrer de 2008    | Kitt Peak            | Spacewatch             |
| 364849 | 2008 CJ200             | 12 de febrer de 2008   | Mount Lemmon         | Mt. Lemmon Survey      |
| 364850 | 2008 CJ201             | 2 de febrer de 2008    | Mount Lemmon         | Mt. Lemmon Survey      |
| 364851 | 2008 CT202             | 8 de febrer de 2008    | Kitt Peak            | Spacewatch             |
| 364852 | 2008 CP209             | 3 de febrer de 2008    | Catalina             | CSS                    |
| 364853 | 2008 CK212             | 7 de febrer de 2008    | Mount Lemmon         | Mt. Lemmon Survey      |
| 364854 | 2008 DV6               | 24 de febrer de 2008   | Mount Lemmon         | Mt. Lemmon Survey      |
| 364855 | 2008 DZ7               | 10 de febrer de 2008   | Kitt Peak            | Spacewatch             |
| 364856 | 2008 DV10              | 18 de novembre de 2007 | Mount Lemmon         | Mt. Lemmon Survey      |
| 364857 | 2008 DZ10              | 26 de febrer de 2008   | Kitt Peak            | Spacewatch             |
| 364858 | 2008 DE16              | 27 de febrer de 2008   | Catalina             | CSS                    |
| 364859 | 2008 DG16              | 27 de febrer de 2008   | Kitt Peak            | Spacewatch             |
| 364860 | 2008 DP18              | 26 de febrer de 2008   | Mount Lemmon         | Mt. Lemmon Survey      |
| 364861 | 2008 DQ21              | 28 de febrer de 2008   | Catalina             | CSS                    |
| 364862 | 2008 DB30              | 26 de febrer de 2008   | Mount Lemmon         | Mt. Lemmon Survey      |
| 364863 | 2008 DF31              | 27 de febrer de 2008   | Kitt Peak            | Spacewatch             |
| 364864 | 2008 DX36              | 27 de febrer de 2008   | Kitt Peak            | Spacewatch             |
| 364865 | 2008 DS37              | 27 de febrer de 2008   | Mount Lemmon         | Mt. Lemmon Survey      |
| 364866 | 2008 DZ48              | 29 de febrer de 2008   | Catalina             | CSS                    |
| 364867 | 2008 DQ49              | 29 de febrer de 2008   | Mount Lemmon         | Mt. Lemmon Survey      |
| 364868 | 2008 DR52              | 29 de febrer de 2008   | Mount Lemmon         | Mt. Lemmon Survey      |
| 364869 | 2008 DJ56              | 17 de novembre de 2007 | Kitt Peak            | Spacewatch             |
| 364870 | 2008 DP57              | 28 de febrer de 2008   | Catalina             | CSS                    |
| 364871 | 2008 DU63              | 28 de febrer de 2008   | Mount Lemmon         | Mt. Lemmon Survey      |
| 364872 | 2008 DF70              | 18 de febrer de 2008   | Catalina             | CSS                    |
| 364873 | 2008 DJ76              | 28 de febrer de 2008   | Mount Lemmon         | Mt. Lemmon Survey      |
| 364874 | 2008 DH84              | 27 de febrer de 2008   | Kitt Peak            | Spacewatch             |
| 364875 | 2008 DP89              | 29 de febrer de 2008   | XuYi                 | PMO NEO Survey Program |
| 364876 | 2008 EJ4               | 29 de febrer de 2008   | XuYi                 | PMO NEO Survey Program |
| 364877 | 2008 EM9               | 9 de març de 2008      | Siding Spring        | Siding Spring Survey   |
| 364878 | 2008 EU11              | 1 de març de 2008      | Kitt Peak            | Spacewatch             |
| 364879 | 2008 EP25              | 3 de març de 2008      | XuYi                 | PMO NEO Survey Program |
| 364880 | 2008 ET29              | 4 de març de 2008      | Mount Lemmon         | Mt. Lemmon Survey      |
| 364881 | 2008 EG30              | 16 de novembre de 2006 | Kitt Peak            | Spacewatch             |
| 364882 | 2008 ER38              | 1 de març de 2008      | Kitt Peak            | Spacewatch             |
| 364883 | 2008 EU38              | 10 de febrer de 2008   | Kitt Peak            | Spacewatch             |
| 364884 | 2008 EF39              | 18 de setembre de 2006 | Catalina             | CSS                    |
| 364885 | 2008 EJ43              | 4 de març de 2008      | Mount Lemmon         | Mt. Lemmon Survey      |
| 364886 | 2008 EL49              | 6 de març de 2008      | Kitt Peak            | Spacewatch             |
| 364887 | 2008 EU56              | 18 de febrer de 2008   | Mount Lemmon         | Mt. Lemmon Survey      |
| 364888 | 2008 EN57              | 18 de febrer de 2008   | Mount Lemmon         | Mt. Lemmon Survey      |
| 364889 | 2008 EQ57              | 7 de març de 2008      | Kitt Peak            | Spacewatch             |
| 364890 | 2008 EF62              | 9 de març de 2008      | Mount Lemmon         | Mt. Lemmon Survey      |
| 364891 | 2008 EO62              | 9 de març de 2008      | Mount Lemmon         | Mt. Lemmon Survey      |
| 364892 | 2008 EY69              | 4 de març de 2008      | Mount Lemmon         | Mt. Lemmon Survey      |
| 364893 | 2008 ER71              | 6 de març de 2008      | Mount Lemmon         | Mt. Lemmon Survey      |
| 364894 | 2008 EZ72              | 7 de març de 2008      | Kitt Peak            | Spacewatch             |
| 364895 | 2008 EX76              | 7 de març de 2008      | Kitt Peak            | Spacewatch             |
| 364896 | 2008 ET78              | 8 de març de 2008      | Mount Lemmon         | Mt. Lemmon Survey      |
| 364897 | 2008 EU79              | 9 de març de 2008      | Mount Lemmon         | Mt. Lemmon Survey      |
| 364898 | 2008 EG86              | 7 de març de 2008      | Catalina             | CSS                    |
| 364899 | 2008 EU105             | 6 de març de 2008      | Mount Lemmon         | Mt. Lemmon Survey      |
| 364900 | 2008 EF107             | 6 de març de 2008      | Mount Lemmon         | Mt. Lemmon Survey      |

## 364901-365000
| Nom    | Designació provisional | Data de descobriment   | Lloc de descobriment | Descobridor/s     |
| ------ | ---------------------- | ---------------------- | -------------------- | ----------------- |
| 364901 | 2008 EX110             | 1 de març de 2008      | Kitt Peak            | Spacewatch        |
| 364902 | 2008 EW121             | 9 de març de 2008      | Kitt Peak            | Spacewatch        |
| 364903 | 2008 EZ122             | 9 de març de 2008      | Kitt Peak            | Spacewatch        |
| 364904 | 2008 EW129             | 11 de març de 2008     | Kitt Peak            | Spacewatch        |
| 364905 | 2008 EY130             | 7 d'octubre de 2005    | Catalina             | CSS               |
| 364906 | 2008 EE132             | 11 de març de 2008     | Kitt Peak            | Spacewatch        |
| 364907 | 2008 EJ135             | 11 de març de 2008     | Kitt Peak            | Spacewatch        |
| 364908 | 2008 EF136             | 11 de març de 2008     | Kitt Peak            | Spacewatch        |
| 364909 | 2008 EY140             | 12 de març de 2008     | Kitt Peak            | Spacewatch        |
| 364910 | 2008 EZ146             | 7 de març de 2008      | Kashihara            | Kashihara         |
| 364911 | 2008 ER148             | 2 de març de 2008      | Kitt Peak            | Spacewatch        |
| 364912 | 2008 EM149             | 4 de març de 2008      | Mount Lemmon         | Mt. Lemmon Survey |
| 364913 | 2008 EL150             | 10 de març de 2008     | Kitt Peak            | Spacewatch        |
| 364914 | 2008 EF153             | 11 de març de 2008     | Mount Lemmon         | Mt. Lemmon Survey |
| 364915 | 2008 ED154             | 15 de març de 2008     | Mount Lemmon         | Mt. Lemmon Survey |
| 364916 | 2008 ES154             | 13 de març de 2008     | Mount Lemmon         | Mt. Lemmon Survey |
| 364917 | 2008 EQ156             | 10 de març de 2008     | Kitt Peak            | Spacewatch        |
| 364918 | 2008 EX157             | 19 de maig de 2004     | Campo Imperatore     | CINEOS            |
| 364919 | 2008 EY160             | 2 de març de 2008      | Kitt Peak            | Spacewatch        |
| 364920 | 2008 ED161             | 5 de març de 2008      | Mount Lemmon         | Mt. Lemmon Survey |
| 364921 | 2008 EV161             | 10 de març de 2008     | Kitt Peak            | Spacewatch        |
| 364922 | 2008 EA162             | 28 de febrer de 2008   | Kitt Peak            | Spacewatch        |
| 364923 | 2008 FF2               | 25 de març de 2008     | Kitt Peak            | Spacewatch        |
| 364924 | 2008 FK9               | 26 de març de 2008     | Kitt Peak            | Spacewatch        |
| 364925 | 2008 FK13              | 26 de març de 2008     | Mount Lemmon         | Mt. Lemmon Survey |
| 364926 | 2008 FG24              | 27 de març de 2008     | Kitt Peak            | Spacewatch        |
| 364927 | 2008 FY25              | 27 de març de 2008     | Kitt Peak            | Spacewatch        |
| 364928 | 2008 FB47              | 28 de març de 2008     | Mount Lemmon         | Mt. Lemmon Survey |
| 364929 | 2008 FT49              | 28 de març de 2008     | Mount Lemmon         | Mt. Lemmon Survey |
| 364930 | 2008 FX56              | 28 de març de 2008     | Mount Lemmon         | Mt. Lemmon Survey |
| 364931 | 2008 FT64              | 28 de març de 2008     | Kitt Peak            | Spacewatch        |
| 364932 | 2008 FQ67              | 28 de març de 2008     | Mount Lemmon         | Mt. Lemmon Survey |
| 364933 | 2008 FU71              | 30 de març de 2008     | Kitt Peak            | Spacewatch        |
| 364934 | 2008 FX74              | 15 de desembre de 2006 | Kitt Peak            | Spacewatch        |
| 364935 | 2008 FG82              | 1 de març de 2008      | Kitt Peak            | Spacewatch        |
| 364936 | 2008 FQ95              | 29 de març de 2008     | Mount Lemmon         | Mt. Lemmon Survey |
| 364937 | 2008 FB109             | 31 de març de 2008     | Mount Lemmon         | Mt. Lemmon Survey |
| 364938 | 2008 FJ114             | 31 de març de 2008     | Mount Lemmon         | Mt. Lemmon Survey |
| 364939 | 2008 FV114             | 12 de març de 2008     | Kitt Peak            | Spacewatch        |
| 364940 | 2008 FW117             | 31 de març de 2008     | Kitt Peak            | Spacewatch        |
| 364941 | 2008 FN118             | 31 de març de 2008     | Mount Lemmon         | Mt. Lemmon Survey |
| 364942 | 2008 FT120             | 11 de març de 2008     | Mount Lemmon         | Mt. Lemmon Survey |
| 364943 | 2008 FK124             | 30 de març de 2008     | Kitt Peak            | Spacewatch        |
| 364944 | 2008 FX127             | 28 de març de 2008     | Kitt Peak            | Spacewatch        |
| 364945 | 2008 GQ6               | 1 d'abril de 2008      | Kitt Peak            | Spacewatch        |
| 364946 | 2008 GV17              | 4 d'abril de 2008      | Kitt Peak            | Spacewatch        |
| 364947 | 2008 GM18              | 4 d'abril de 2008      | Mount Lemmon         | Mt. Lemmon Survey |
| 364948 | 2008 GQ23              | 26 de febrer de 2003   | Campo Imperatore     | CINEOS            |
| 364949 | 2008 GQ29              | 3 d'abril de 2008      | Mount Lemmon         | Mt. Lemmon Survey |
| 364950 | 2008 GT33              | 3 d'abril de 2008      | Mount Lemmon         | Mt. Lemmon Survey |
| 364951 | 2008 GE57              | 5 d'abril de 2008      | Kitt Peak            | Spacewatch        |
| 364952 | 2008 GE70              | 6 d'abril de 2008      | Mount Lemmon         | Mt. Lemmon Survey |
| 364953 | 2008 GS70              | 7 d'abril de 2008      | Kitt Peak            | Spacewatch        |
| 364954 | 2008 GE80              | 31 de març de 2008     | Mount Lemmon         | Mt. Lemmon Survey |
| 364955 | 2008 GK81              | 7 d'abril de 2008      | Kitt Peak            | Spacewatch        |
| 364956 | 2008 GN82              | 28 de març de 2008     | Kitt Peak            | Spacewatch        |
| 364957 | 2008 GR86              | 31 de març de 2008     | Mount Lemmon         | Mt. Lemmon Survey |
| 364958 | 2008 GC88              | 6 d'abril de 2008      | Kitt Peak            | Spacewatch        |
| 364959 | 2008 GD94              | 7 d'abril de 2008      | Kitt Peak            | Spacewatch        |
| 364960 | 2008 GJ105             | 3 d'octubre de 2005    | Catalina             | CSS               |
| 364961 | 2008 GB107             | 9 de febrer de 2008    | Mount Lemmon         | Mt. Lemmon Survey |
| 364962 | 2008 GZ122             | 13 d'abril de 2008     | Kitt Peak            | Spacewatch        |
| 364963 | 2008 GV126             | 14 d'abril de 2008     | Mount Lemmon         | Mt. Lemmon Survey |
| 364964 | 2008 GM132             | 13 d'abril de 2008     | Mount Lemmon         | Mt. Lemmon Survey |
| 364965 | 2008 GJ139             | 3 d'abril de 2008      | Mount Lemmon         | Mt. Lemmon Survey |
| 364966 | 2008 GH141             | 15 d'abril de 2008     | Kitt Peak            | Spacewatch        |
| 364967 | 2008 GN145             | 7 d'abril de 2008      | Kitt Peak            | Spacewatch        |
| 364968 | 2008 HA3               | 7 d'abril de 2008      | Bergisch Gladbac     | W. Bickel         |
| 364969 | 2008 HF3               | 28 d'abril de 2008     | Mount Lemmon         | Mt. Lemmon Survey |
| 364970 | 2008 HG6               | 14 de setembre de 2005 | Kitt Peak            | Spacewatch        |
| 364971 | 2008 HU14              | 4 d'abril de 2008      | Catalina             | CSS               |
| 364972 | 2008 HC20              | 26 d'abril de 2008     | Kitt Peak            | Spacewatch        |
| 364973 | 2008 HS21              | 5 d'abril de 2008      | Kitt Peak            | Spacewatch        |
| 364974 | 2008 HN22              | 26 d'abril de 2008     | Kitt Peak            | Spacewatch        |
| 364975 | 2008 HB25              | 27 d'abril de 2008     | Kitt Peak            | Spacewatch        |
| 364976 | 2008 HO25              | 27 d'abril de 2008     | Kitt Peak            | Spacewatch        |
| 364977 | 2008 HD38              | 30 d'abril de 2008     | Mount Lemmon         | Mt. Lemmon Survey |
| 364978 | 2008 HQ42              | 12 de març de 2008     | Kitt Peak            | Spacewatch        |
| 364979 | 2008 HX46              | 16 d'abril de 2008     | Mount Lemmon         | Mt. Lemmon Survey |
| 364980 | 2008 HM54              | 29 d'abril de 2008     | Kitt Peak            | Spacewatch        |
| 364981 | 2008 HE59              | 30 d'abril de 2008     | Mount Lemmon         | Mt. Lemmon Survey |
| 364982 | 2008 HN62              | 30 d'abril de 2008     | Kitt Peak            | Spacewatch        |
| 364983 | 2008 HP65              | 29 d'abril de 2008     | Socorro              | LINEAR            |
| 364984 | 2008 HB66              | 30 d'abril de 2008     | Mount Lemmon         | Mt. Lemmon Survey |
| 364985 | 2008 HS67              | 30 d'abril de 2008     | Mount Lemmon         | Mt. Lemmon Survey |
| 364986 | 2008 JR2               | 3 de maig de 2008      | Kitt Peak            | Spacewatch        |
| 364987 | 2008 JY8               | 1 de maig de 2008      | Catalina             | CSS               |
| 364988 | 2008 JZ10              | 3 de maig de 2008      | Kitt Peak            | Spacewatch        |
| 364989 | 2008 JT12              | 3 de maig de 2008      | Kitt Peak            | Spacewatch        |
| 364990 | 2008 JD18              | 4 de maig de 2008      | Kitt Peak            | Spacewatch        |
| 364991 | 2008 JL33              | 10 d'abril de 2008     | Kitt Peak            | Spacewatch        |
| 364992 | 2008 JG39              | 6 de maig de 2008      | Mount Lemmon         | Mt. Lemmon Survey |
| 364993 | 2008 KA                | 16 de maig de 2008     | Kitt Peak            | Spacewatch        |
| 364994 | 2008 KM1               | 26 de maig de 2008     | Kitt Peak            | Spacewatch        |
| 364995 | 2008 KE3               | 25 de desembre de 2005 | Kitt Peak            | Spacewatch        |
| 364996 | 2008 KF7               | 26 de maig de 2008     | Kitt Peak            | Spacewatch        |
| 364997 | 2008 KJ10              | 28 de maig de 2008     | Mount Lemmon         | Mt. Lemmon Survey |
| 364998 | 2008 KG12              | 1 d'abril de 2008      | Kitt Peak            | Spacewatch        |
| 364999 | 2008 KO13              | 3 de maig de 2003      | Kitt Peak            | Spacewatch        |
| 365000 | 2008 KV16              | 27 de maig de 2008     | Kitt Peak            | Spacewatch        |